# Leichtathletik-Europameisterschaften 2014/Marathon der Männer

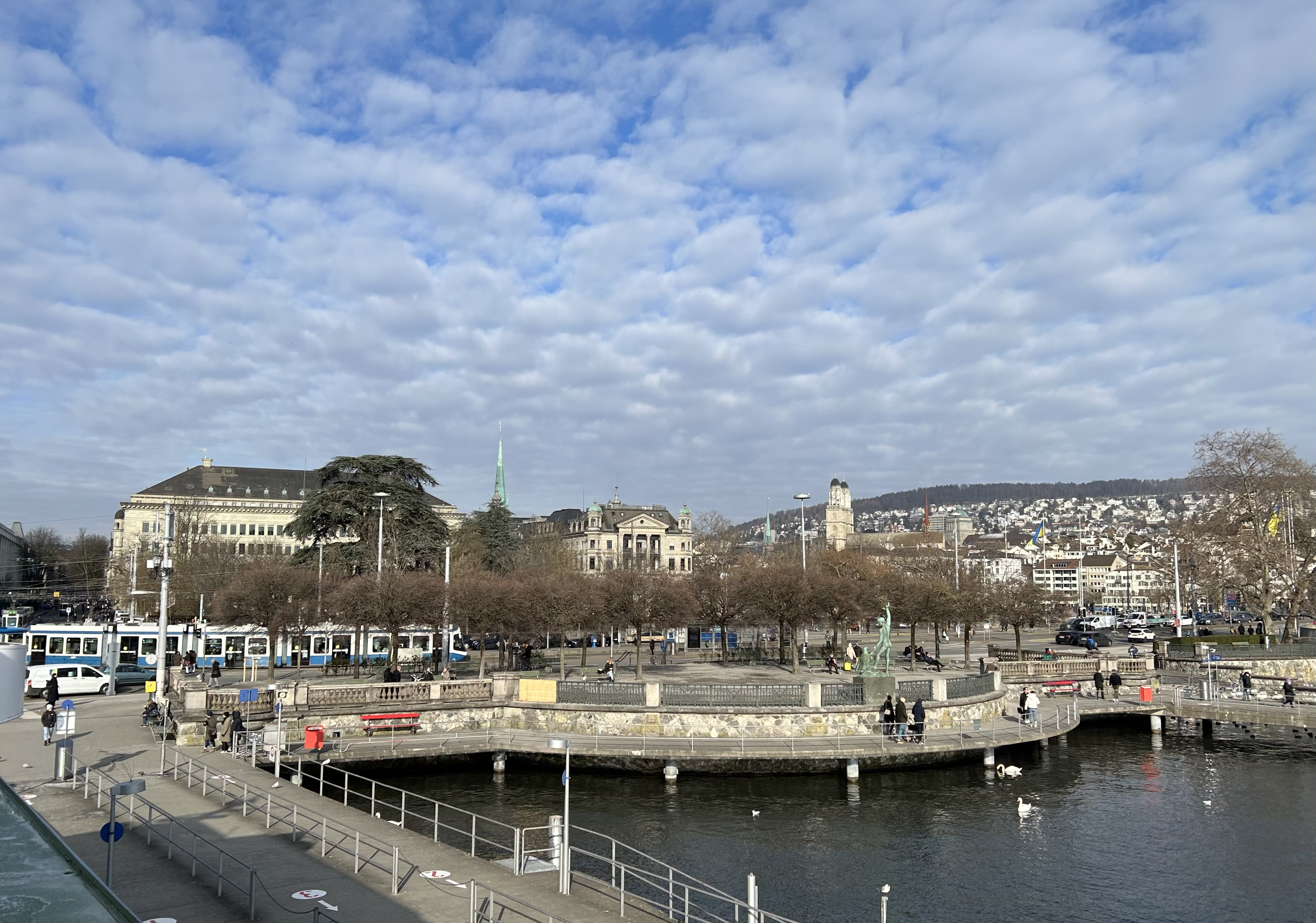
Der Bürkliplatz im Jahr 2023

Der Marathonlauf der Männer bei den Leichtathletik-Europameisterschaften 2014 fand am 17. August 2014 in Zürich, Schweiz, statt.
Der Italiener Daniele Meucci gewann das Rennen in 2:11:08 h. Vizeeuropameister wurde der Pole Yared Shegumo vor dem Russen Alexei Reunkow.
Für die Teamwertung, dem sogenannten Marathon-Cup, wurden die Zeiten der drei besten Läufer je Nation addiert. Die Wertung zählte allerdings nicht zum offiziellen Medaillenspiegel. Es siegte die Mannschaft aus Russland vor Frankreich und der Schweiz.

## Strecke
Der Wettbewerb fand in der Zürcher Innenstadt auf einem Rundkurs statt. Eine Runde betrug zehn Kilometer, am Schluss kam noch eine kurze Zielschleife hinzu.
Start und Ziel lagen beim Bürkliplatz. Der erste Streckenteil verlief flach entlang des westlichen Zürichsee-Ufers und in einer Schlaufe zurück bis fast zum Ausgangspunkt. Dann ging es durch die Altstadt von Zürich weiter über die Bahnhofstrasse, über Paradeplatz und Münsterhof zur Münsterbrücke. Das Limmatquai hinunter führte die Strecke zum Central. Dort begann ein Anstieg über Seiler- und Hirschengraben sowie Leonhardstrasse zur Polyterrasse bei der ETH. An der Universität vorbei ging es von dort die Rämistrasse entlang via Heimplatz (Pfauen) zum Bellevue. Von dort führte eine weitere Schleife am Ostufer entlang bis zum Zürichhorn, wo die Strecke zum Teil auf schmaleren Wegen abseits der Straße durch den Park und wieder zurück zum Ausgangspunkt der Schleife verlief. Über die Quaibrücke erreichte die Route dann schließlich den Ausgangspunkt.
Es waren 176 Höhenmeter zu bewältigen. Der Großteil des Rundkurses war flach. Die vier Mal zu bewältigende Steigung war eher kurz und mit maximal 8,8 % Steigung in der Straße Auf der Mauer sehr steil. Unter diesen Umständen waren Toppzeiten nicht möglich.
Verpflegungsstationen waren am Limmatquai und am Zürichhorn aufgebaut. Wasser und Schwämme wurden am General-Guisan-Quai und auf der Polyterrasse verteilt. Duschen gab es am Mythenquai und am Sechseläutenplatz.

## Bestehende Rekorde
| Weltrekord           | Wilson Kipsang Kiprotich | 2:03:23 h | Berlin-Marathon 2013, Deutschland    | 29. September 2013 |
| Europarekord         | Carlos Lopes             | 2:07:12 h | Rotterdam-Marathon 1985, Niederlande | 20. April 1985     |
| Meisterschaftsrekord | Martín Fiz               | 2:10:31 h | EM Helsinki, Finnland                | 14. August 1994    |

Der bestehende EM-Rekord wurde bei diesen Europameisterschaften nicht erreicht. Mit seiner Siegerzeit von 2:11:08 min blieb der italienische Europameister Daniele Meucci 37 s über dem Rekord. Zum Europarekord fehlten ihm 2:56 min, zum Weltrekord 7:45 min.

## Zwischenzeiten
| Marke | Zeit        | Führende(r) | 5-km-Zeit |
| ----- | ----------- | --- | --------- |
| 5 km  | 15:46 min   | Ruggero Pertile in großer Gruppe                                                                                               | 15:46 min |
| 10 km | 31:11 min   | Marcin Chabowski 7 s vor großer Gruppe                                                                                         | 15:35 min |
| 15 km | 46:13 min   | Marcin Chabowski 28 s vor großer Gruppe                                                                                        | 15:02 min |
| 20 km | 1:01:25 h00 | Marcin Chabowski 44 s vor 15köpfiger Gruppe                                                                                    | 15:12 min |
| 25 km | 1:16:35 h00 | Marcin Chabowski 1:10 min vor 13köpfiger Gruppe                                                                                | 15:10 min |
| 30 km | 1:32:19 h00 | Chabowski / Meftah 1:05 min zur. / Meucci, Guerra, Röthlin, Shegumo 1:08 min zur. / Abraham, Reunkow, El Hachimi 1:14 min zur. | 15:44 min |
| 35 km | 1:48:42 h00 | Meucci / Chabowski 8 s zurück / Shegumo, Guerra 27 s zurück / Meftah 34 s zurück / Reunkow 39 s zurück / Röthlin 42 s zurück   | 16:23 min |
| 40 km | 2:04:25 h00 | Meucci / Shegumo 41 s zurück / Reunkow 57 s zurück / Guerra 1:02 min zurück / Röthlin, Meftah 1:32 min zurück                  | 15:42 min |

## Legende
Kurze Übersicht zur Bedeutung der Symbolik – so üblicherweise auch in sonstigen Veröffentlichungen verwendet:
| DNF | Wettkampf nicht beendet (did not finish) |
| DNS | nicht am Start (did not start)           |

## Ergebnis
Fünfzig der gestarteten siebzig Läufer erreichten das Ziel, weitere zwei Athleten hatten gemeldet und waren nicht gestartet.

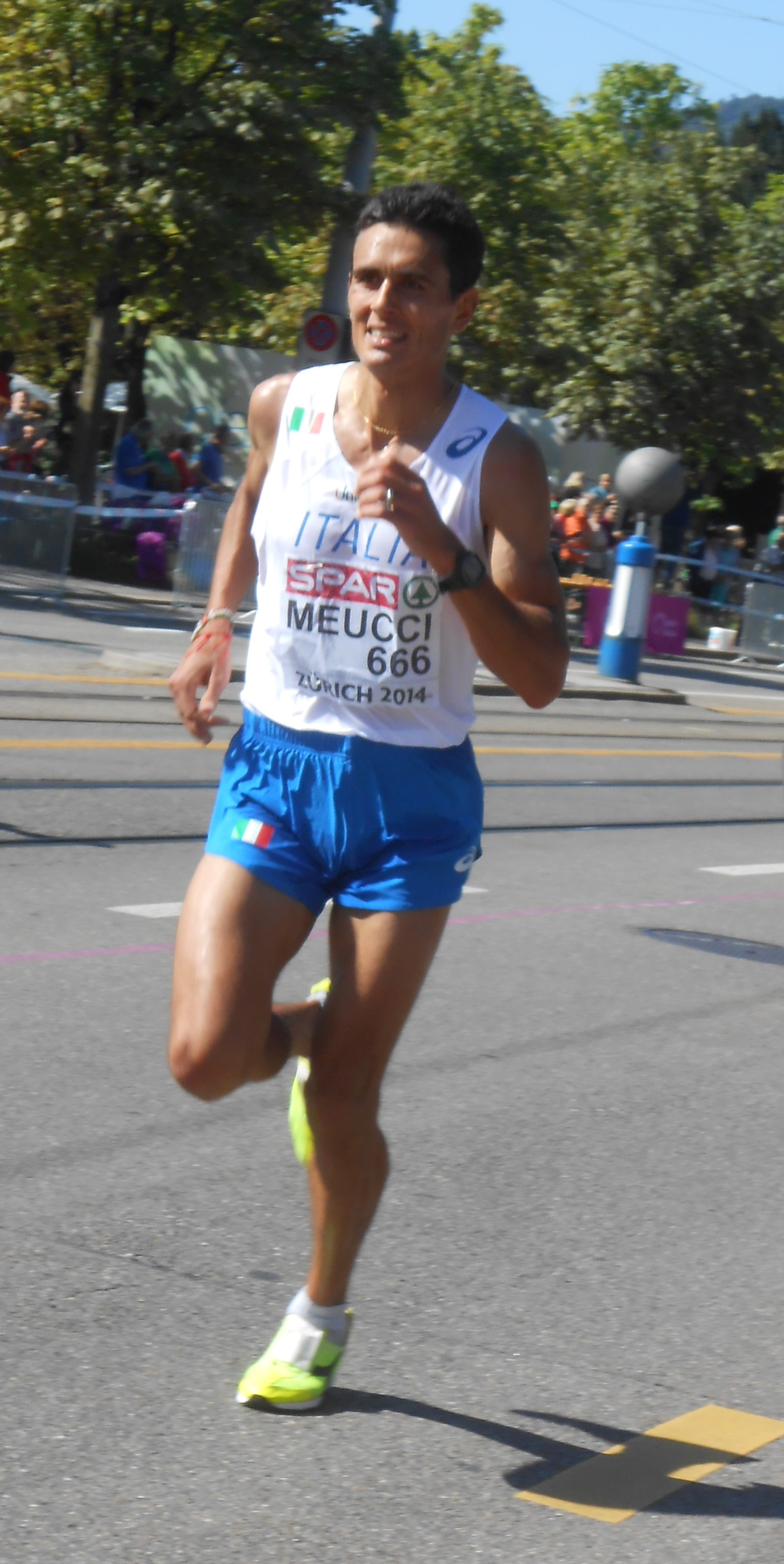
Der spätere Sieger Daniele Meucci während des Laufs

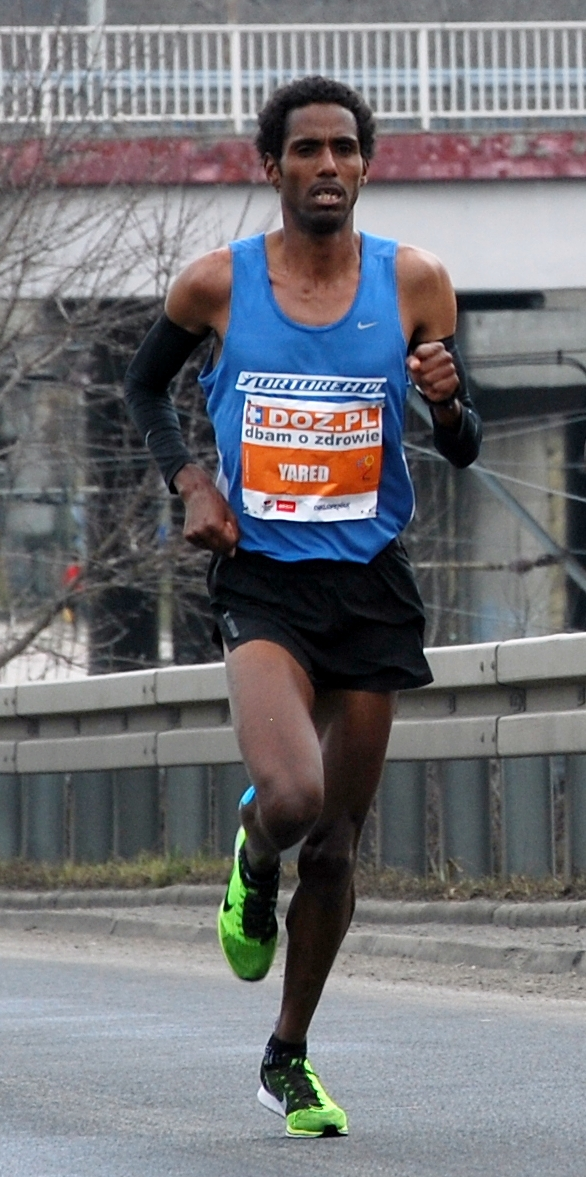
Vizeeuropameister Yared Shegumo

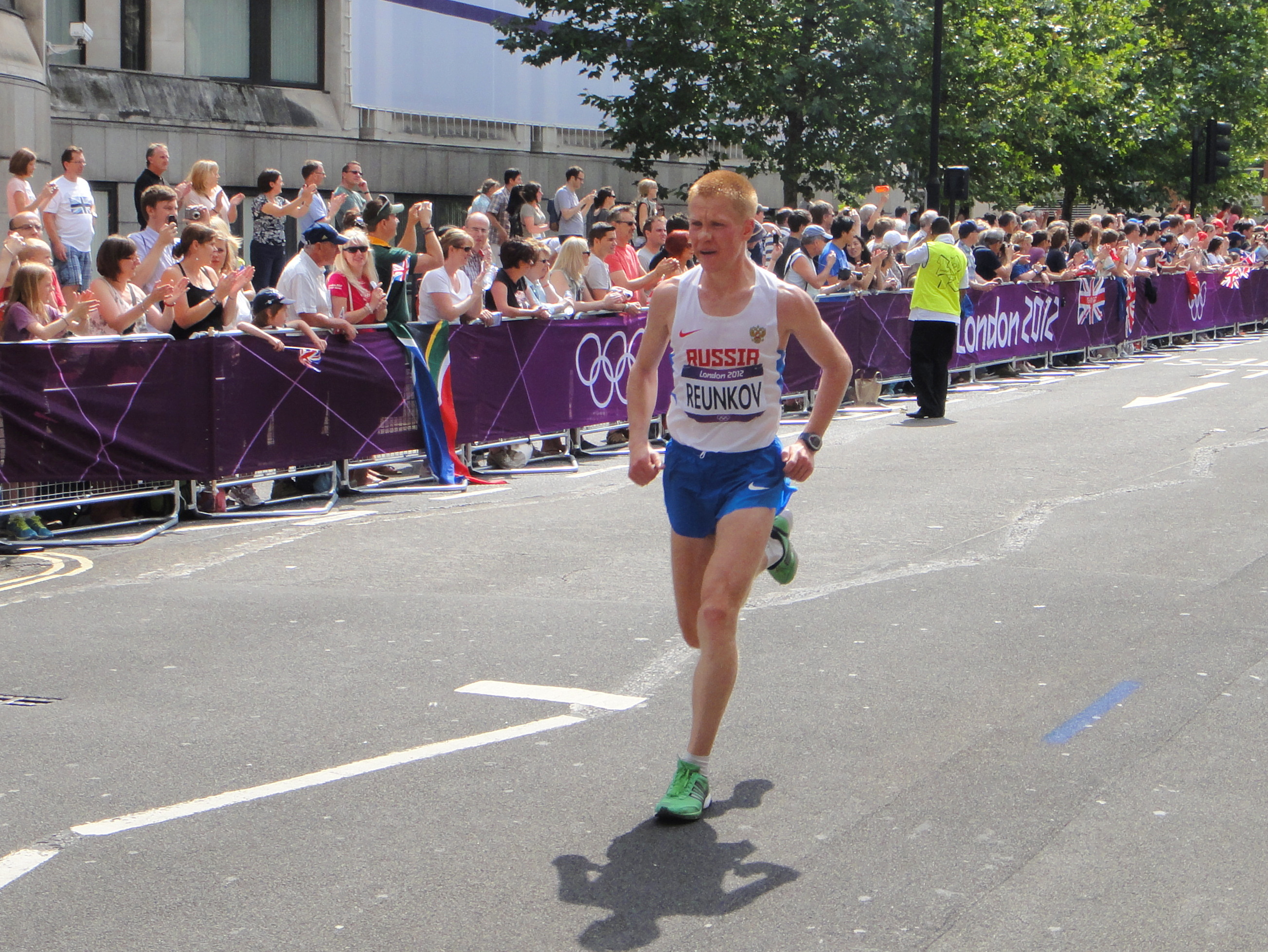
Bronzemedaillengewinner Alexei Reunkow

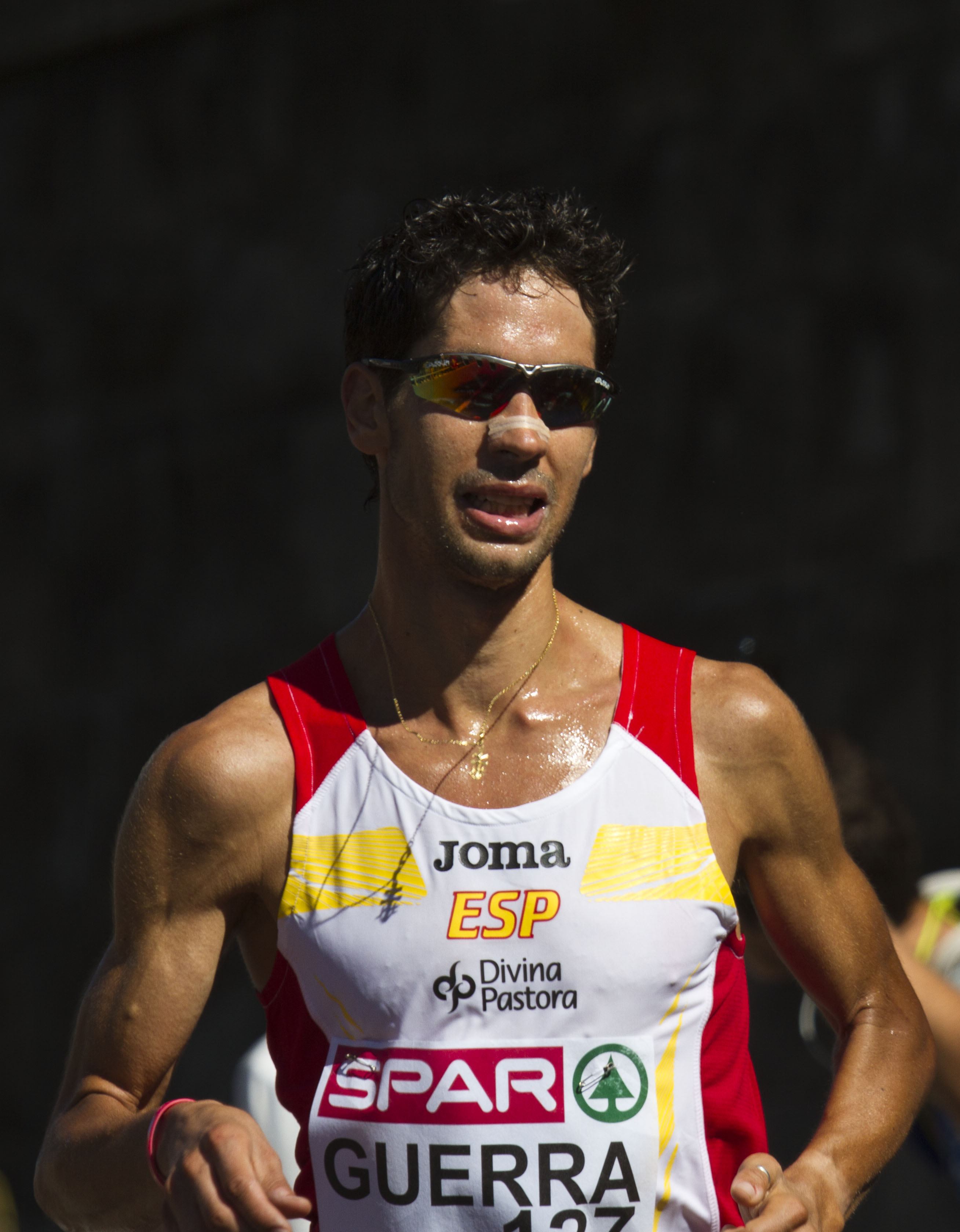
Javier Guerra – Platz vier

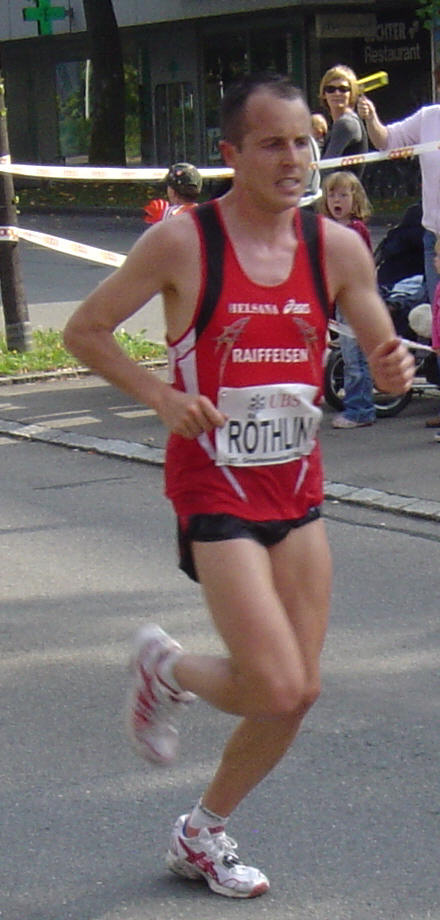
Viktor Röthlin – Platz fünf

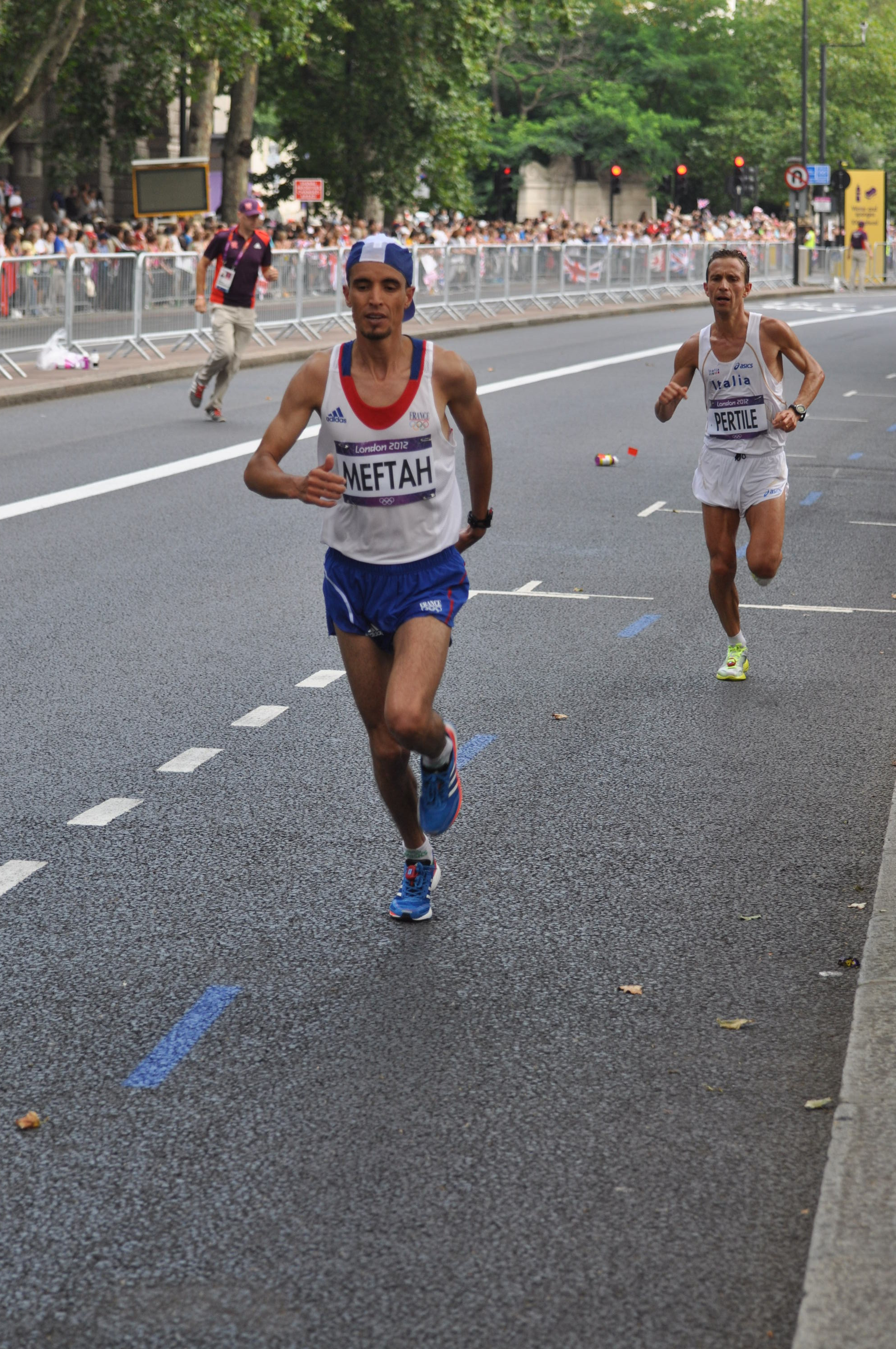
Abdellatif Meftah – Platz sechs

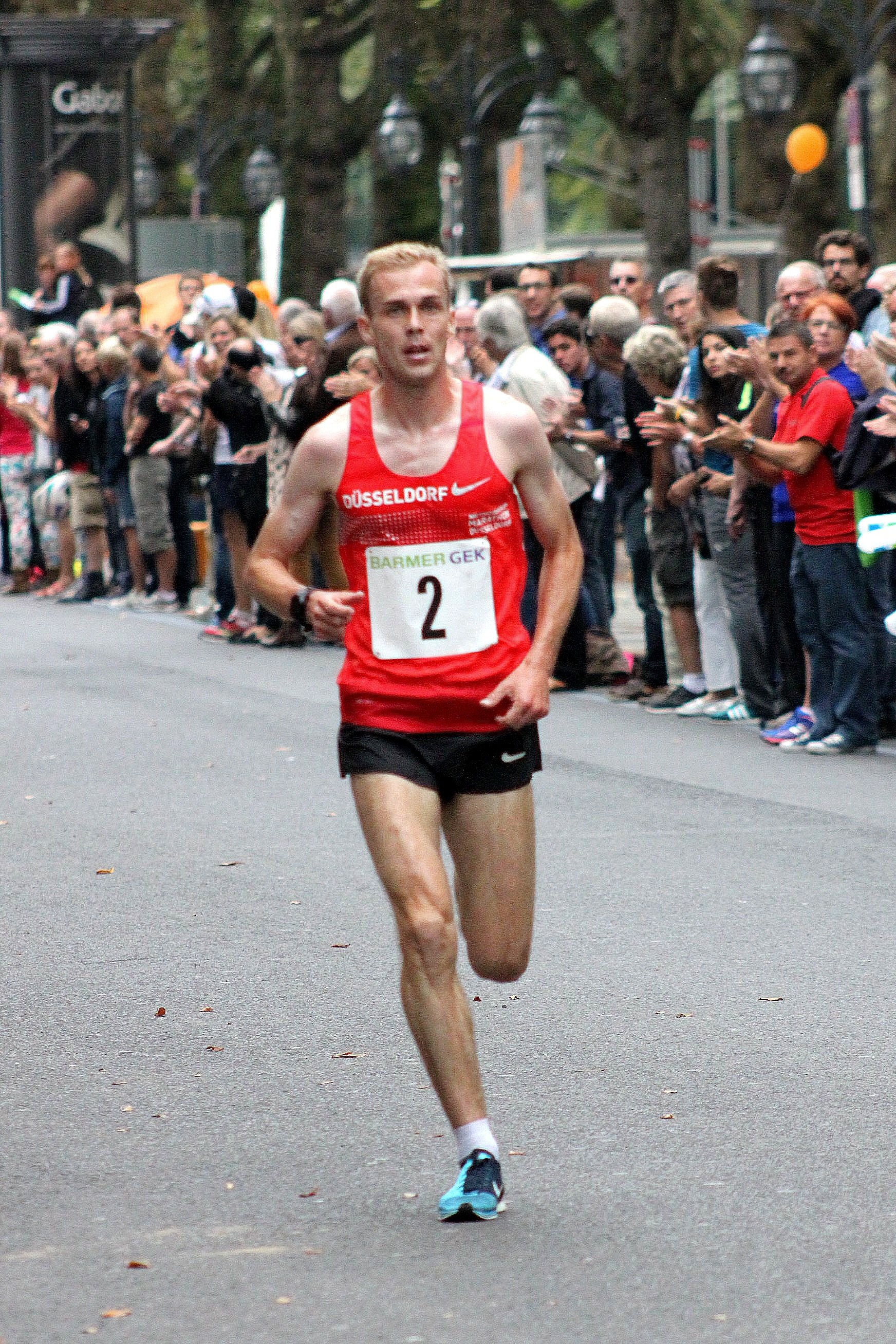
André Pollmächer – Platz acht

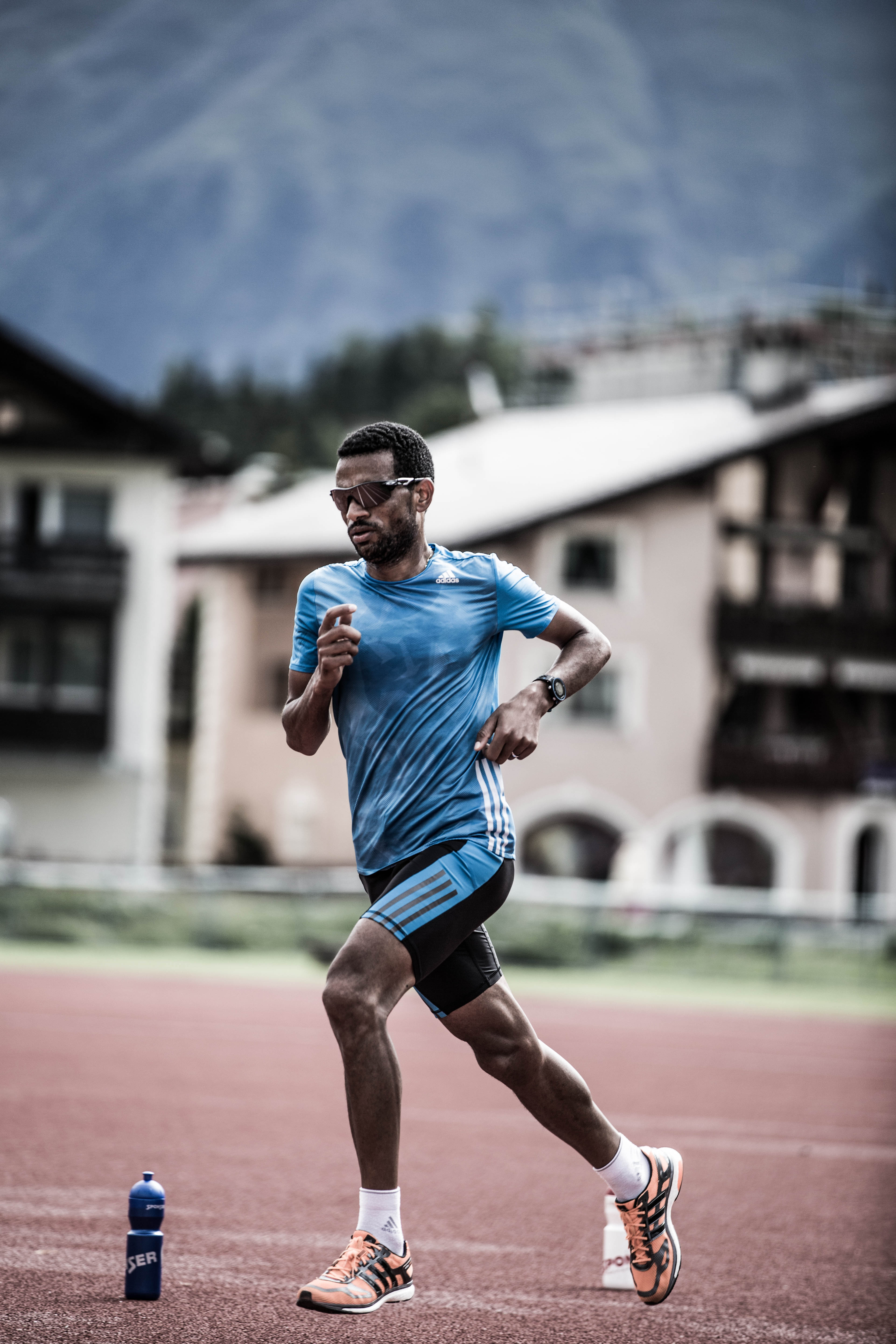
Tadesse Abraham – Platz neun

17. August 2014, 9:00 Uhr
| Platz | Athlet                    | Land        | Zeit    |
| ----- | ------------------------- | ----------- | ------- |
|       | Daniele Meucci            | Italien     | 2:11:08 |
|       | Yared Shegumo             | Polen       | 2:12:00 |
|       | Alexei Reunkow            | Russland    | 2:12:15 |
| 04    | Javier Guerra             | Spanien     | 2:12:32 |
| 05    | Viktor Röthlin            | Schweiz     | 2:13:07 |
| 06    | Abdellatif Meftah         | Frankreich  | 2:13:16 |
| 07    | Ruggero Pertile           | Italien     | 2:14:18 |
| 08    | André Pollmächer          | Deutschland | 2:14:51 |
| 09    | Tadesse Abraham           | Schweiz     | 2:15:05 |
| 10    | Ricardo Ribas             | Portugal    | 2:15:43 |
| 11    | Stepan Kiselev            | Russland    | 2:15:45 |
| 12    | Valērijs Žolnerovičs      | Lettland    | 2:15:56 |
| 13    | Jean-Damascène Habarurema | Frankreich  | 2:16:04 |
| 14    | Abdelhadi El Hachimi      | Belgien     | 2:16:35 |
| 15    | Benjamin Malaty           | Frankreich  | 2:17:09 |
| 16    | El Hassane Ben Lkhainouch | Frankreich  | 2:17:54 |
| 17    | Lars Budolfsen            | Dänemark    | 2:17:54 |
| 18    | Roman Fosti               | Estland     | 2:17:54 |
| 19    | Henrik Them Andersen      | Dänemark    | 2:17:55 |
| 20    | Sean Hehir                | Irland      | 2:17:59 |
| 21    | Sergey Rybin              | Russland    | 2:18:04 |
| 22    | Jesper Faurschou          | Dänemark    | 2:18:12 |
| 23    | Christian Kreienbühl      | Schweiz     | 2:18:36 |
| 24    | Ihor Russ                 | Ukraine     | 2:19:19 |
| 25    | Mustafa Mohamed           | Schweden    | 2:19:29 |
| 26    | Fatih Bilgiç              | Türkei      | 2:19:49 |
| 27    | Ivan Babaryka             | Ukraine     | 2:20:19 |
| 28    | Kevin Seaward             | Irland      | 2:20:30 |
| 29    | Ihor Olefirenko           | Ukraine     | 2:20:36 |
| 30    | Ruben Indongo             | Frankreich  | 2:20:39 |
| 31    | Koen Raymaekers           | Niederlande | 2:20:49 |
| 32    | Michele Palamini          | Italien     | 2:21:32 |
| 33    | Håkon Brox                | Norwegen    | 2:21:47 |
| 34    | Kári Steinn Karlsson      | Island      | 2:21:56 |
| 35    | Thomas Frazer             | Irland      | 2:22:33 |
| 36    | Olfert Molenhuis          | Niederlande | 2:22:45 |
| 37    | Michael Ott               | Schweiz     | 2:22:51 |
| 38    | Fredrik Johansson         | Schweden    | 2:23:10 |
| 39    | José Moreira              | Portugal    | 2:24:23 |
| 40    | Yimharan Yosef            | Israel      | 2:24:26 |
| 41    | Berihun Wuve              | Israel      | 2:24:39 |
| 42    | Ronald Schröer            | Niederlande | 2:24:51 |
| 43    | Błażej Brzeziński         | Polen       | 2:25:17 |
| 44    | Patrick Wieser            | Schweiz     | 2:25:33 |
| 45    | Christian Pflügl          | Österreich  | 2:25:51 |
| 46    | Adrian Lehmann            | Schweiz     | 2:26:37 |
| 47    | Emil Lerdahl              | Schweden    | 2:27:17 |
| 48    | Peter Bech                | Dänemark    | 2:28:38 |
| 49    | Mehmet Çağlayan           | Türkei      | 2:30:16 |
| 50    | Amir Ramon                | Israel      | 2:30:45 |
| DNF   | Dmytro Baranowskyj        | Ukraine     |         |
| DNF   | Muzaffer Bayram           | Türkei      |         |
| DNF   | Urige Buta                | Norwegen    |         |
| DNF   | Marcin Chabowski          | Polen       |         |
| DNF   | Patrik Engström           | Schweden    |         |
| DNF   | Hermano Ferreira          | Portugal    |         |
| DNF   | Marius Ionescu            | Rumänien    |         |
| DNF   | Andrea Lalli              | Italien     |         |
| DNF   | Ercan Muslu               | Türkei      |         |
| DNF   | Ilja Nikolajev            | Estland     |         |
| DNF   | Iolo Nikolov              | Bulgarien   |         |
| DNF   | David Nilsson             | Schweden    |         |
| DNF   | Hasan Pak                 | Türkei      |         |
| DNF   | Liberato Pellecchia       | Italien     |         |
| DNF   | Domenico Ricatti          | Italien     |         |
| DNF   | Rui Pedro Silva           | Portugal    |         |
| DNF   | Alexei Sokolow            | Russland    |         |
| DNF   | Henryk Szost              | Polen       |         |
| DNF   | Daniel Woldu              | Schweden    |         |
| DNF   | Zohar Zimro               | Israel      |         |
| DNS   | Paul Pollock              | Irland      |         |
| DNS   | Hugo van den Broek        | Niederlande |         |

## Ergebnis Marathon-Cup
| Platz | Land        | Athleten | Zeit (h) |
| ----- | ----------- | --- | -------- |
| 1     | Russland    | Alexei Reunkow (3. in 2:12:15) Stepan Kisseljow (11. in 2:15:45) Sergei Rybin (21. in 2:18:04)                | 6:46:04  |
| 2     | Frankreich  | Abdellatif Meftah (6. in 2:13:16) Jean-Damascène Habarurema (13. in 2:16:04) Benjamin Malaty (15. in 2:17:09) | 6:46:29  |
| 3     | Schweiz     | Viktor Röthlin (5. in 2:13:07) Tadesse Abraham (9. in 2:15:05) Christian Kreienbühl (23. in 2:18:36)          | 6:46:48  |
| 4     | Italien     | Daniele Meucci (1. in 2:11:08) Ruggero Pertile (7. in 2:14:18) Michele Palamini (32. in 2:21:32)              | 6:46,58  |
| 5     | Dänemark    | Lars Budolfsen (17. in 2:17:54) Henrik Them Andersen (19. in 2:17:55) Jesper Faurschou (22. in 2:18:12)       | 6:54:01  |
| 6     | Ukraine     | Ihor Russ (24. in 2:19:19) Iwan Babaryka (27. 2:20:19) Ihor Olefirenko (29. in 2:20:36)                       | 7:00:14  |
| 7     | Irland      | Sean Hehir (20. in 2:17:59) Ruggero Pertile (7. in 2:14:18) Thomas Frazer (35. in 2:22:33)                    | 7:01:02  |
| 8     | Niederlande | Koen Raymaekers (31. in 2:20:49) Olfert Molenhuis (36. in 2:22:45) Ronald Schröers (42. in 2:24:51)           | 7:08:25  |
| 9     | Schweden    | Mustafa Mohamed (25. in 2:19:29) Fredrik Johansson (38. in 2:23:10) Emil Lerdahl (47. in 2:27:17)             | 7:09:56  |
| 10    | Israel      | Yimharan Yossef (40. in 2:24:26) Berihun Wuve (41. in 2:24:39) Amir Ramon (50. in 2:30:45)                    | 7:19:50  |

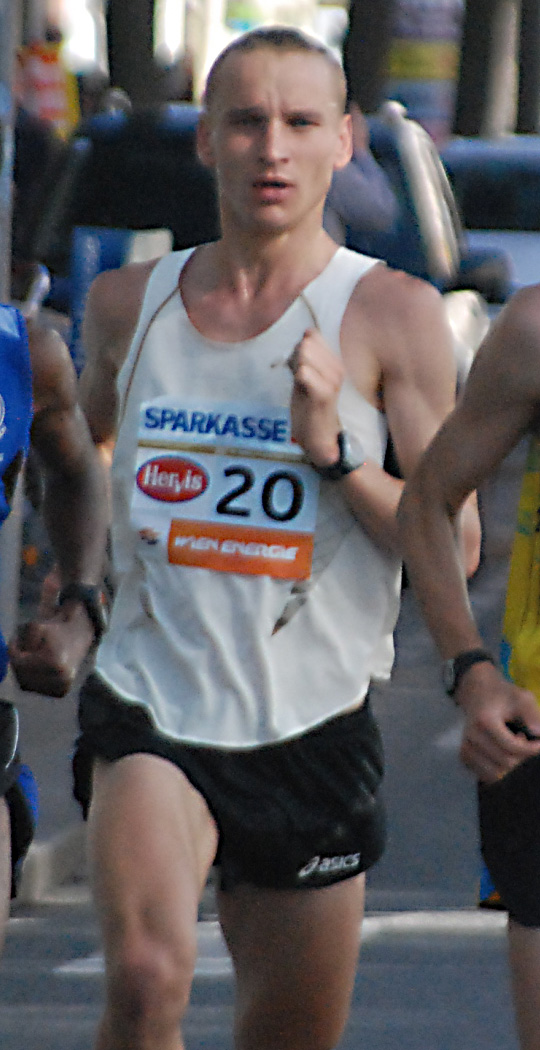
Valērijs Žolnerovičs – Platz zwölf
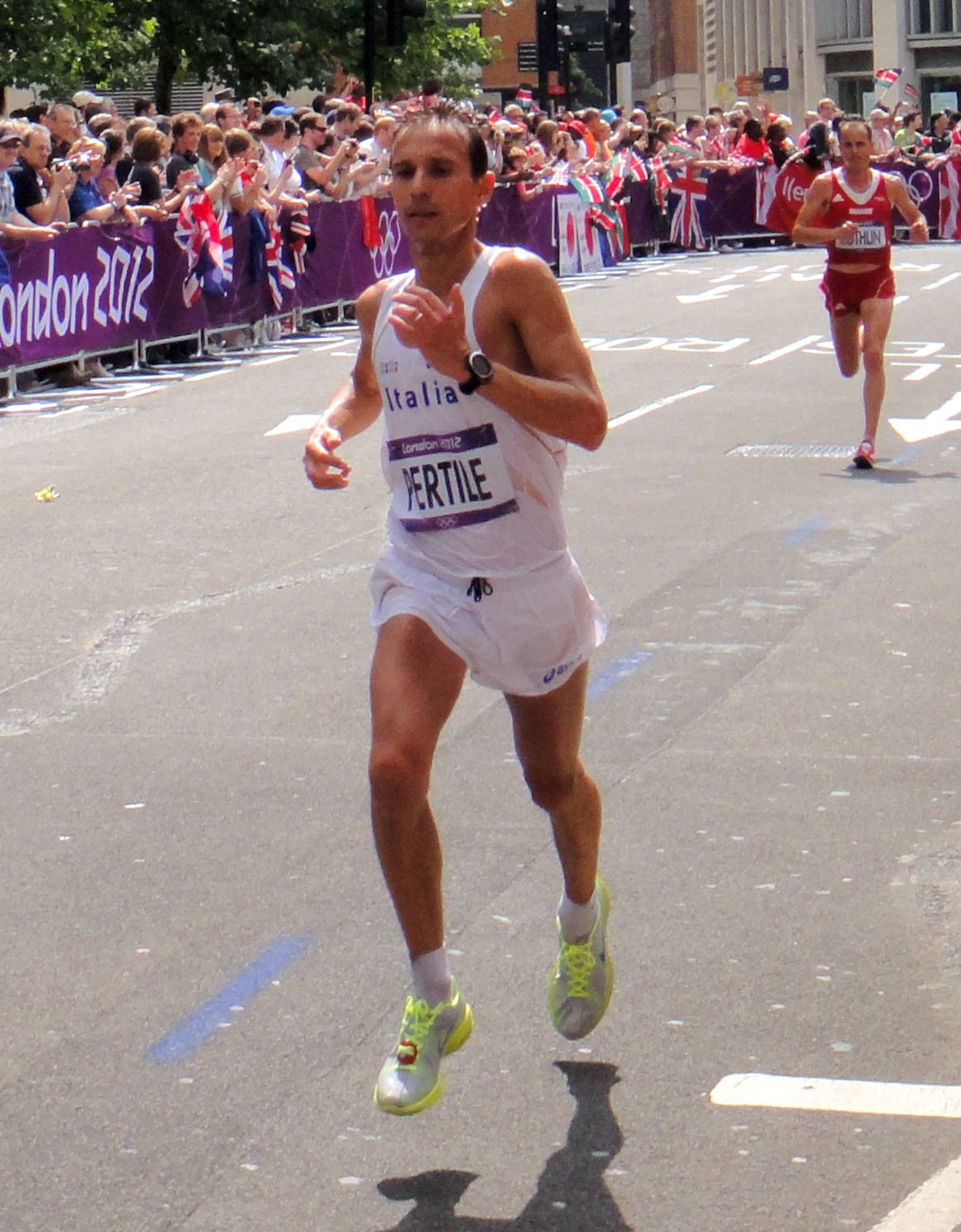
Ruggero Pertile – Platz sieben
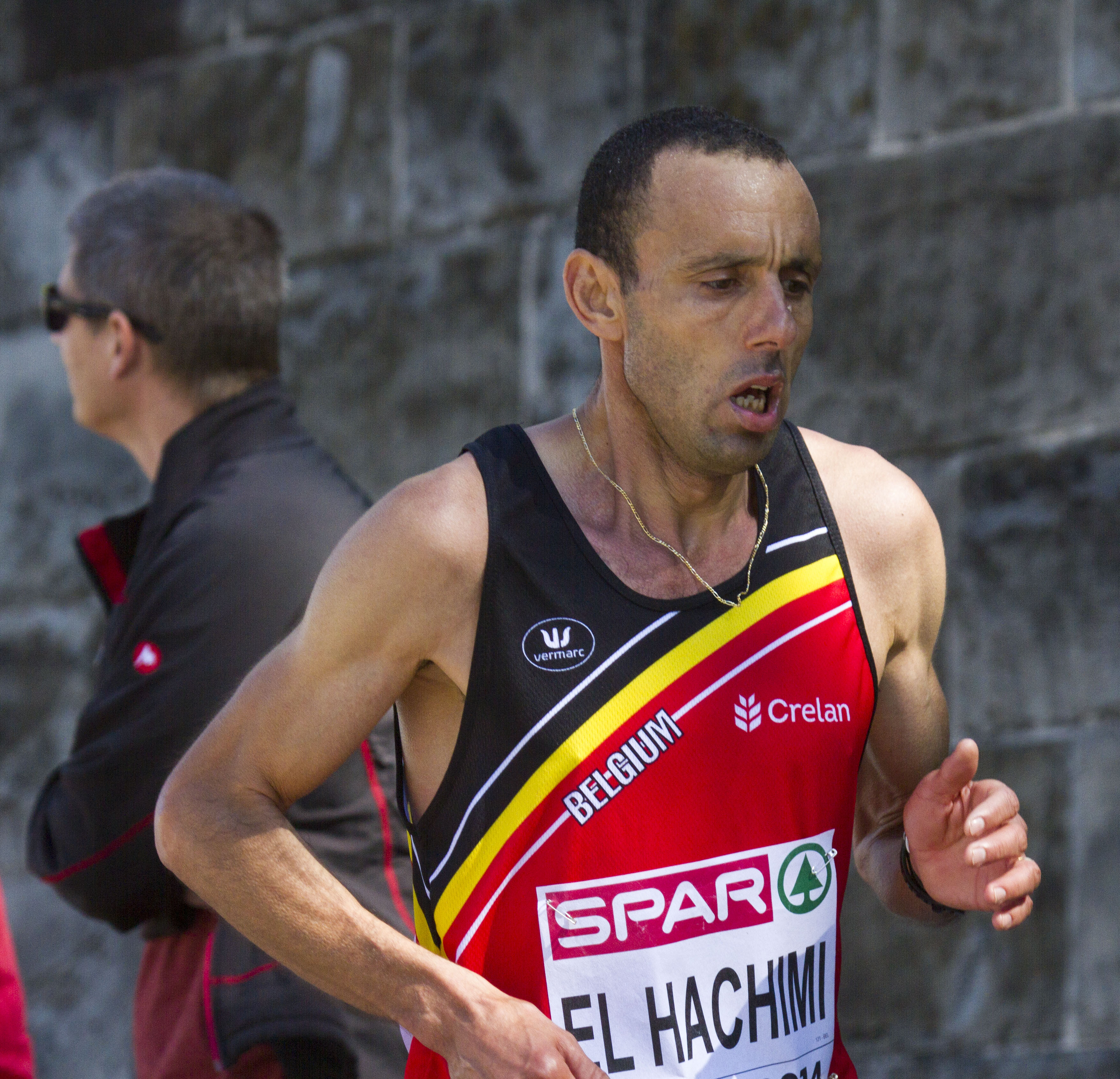
Abdelhadi El Hachimi – Platz vierzehn
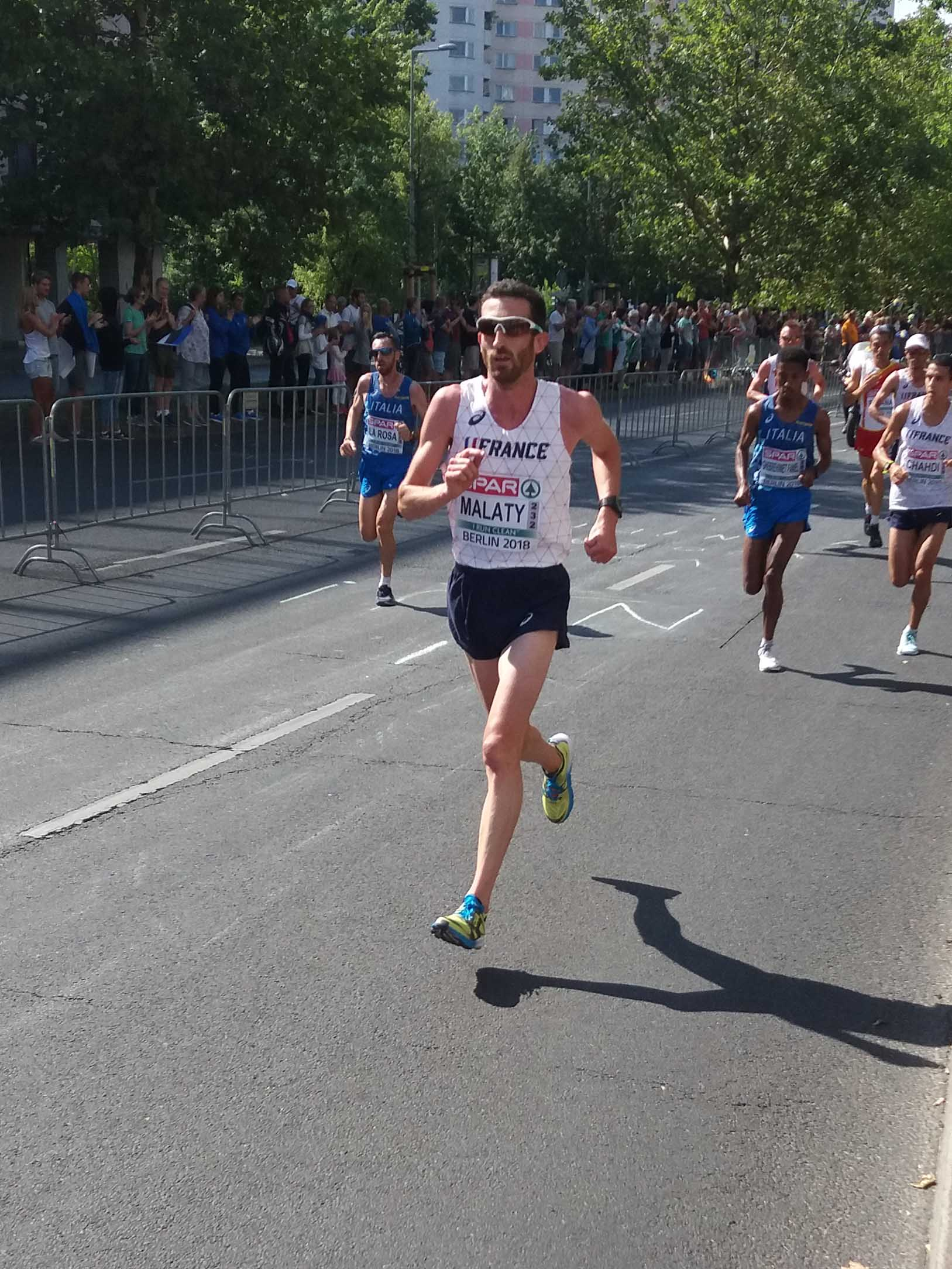
Benjamin Malaty – Platz fünfzehn

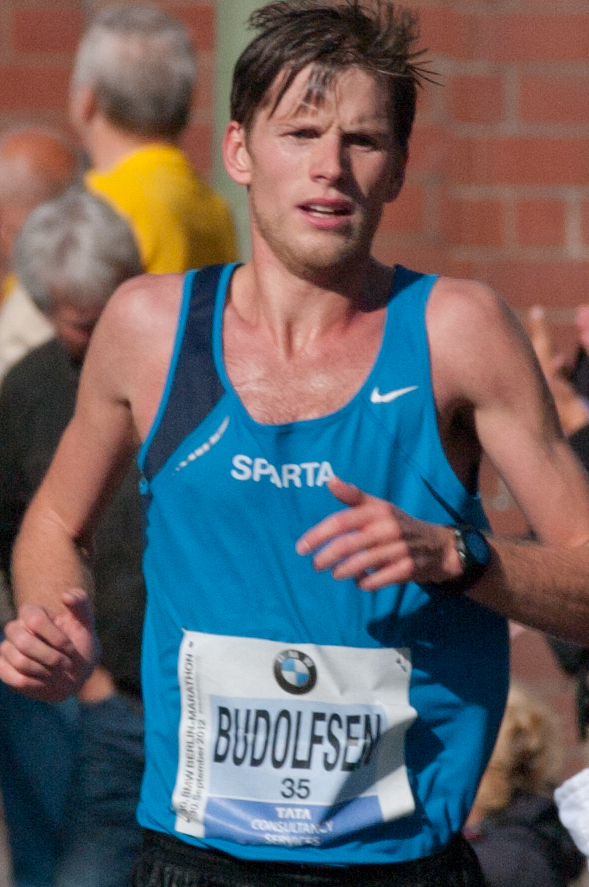
Lars Budolfsen – Platz siebzehn
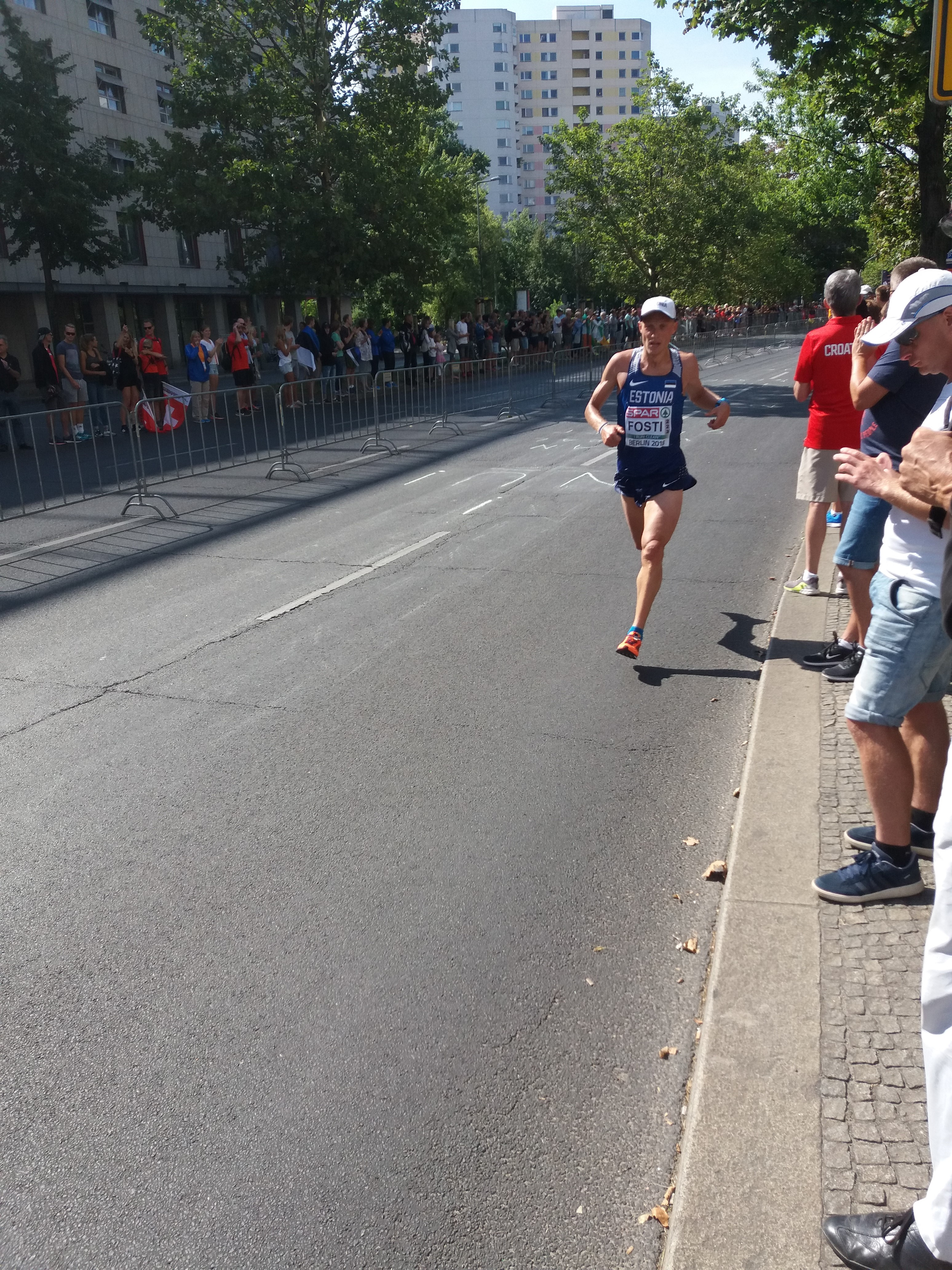
Roman Fosti – Platz achtzehn
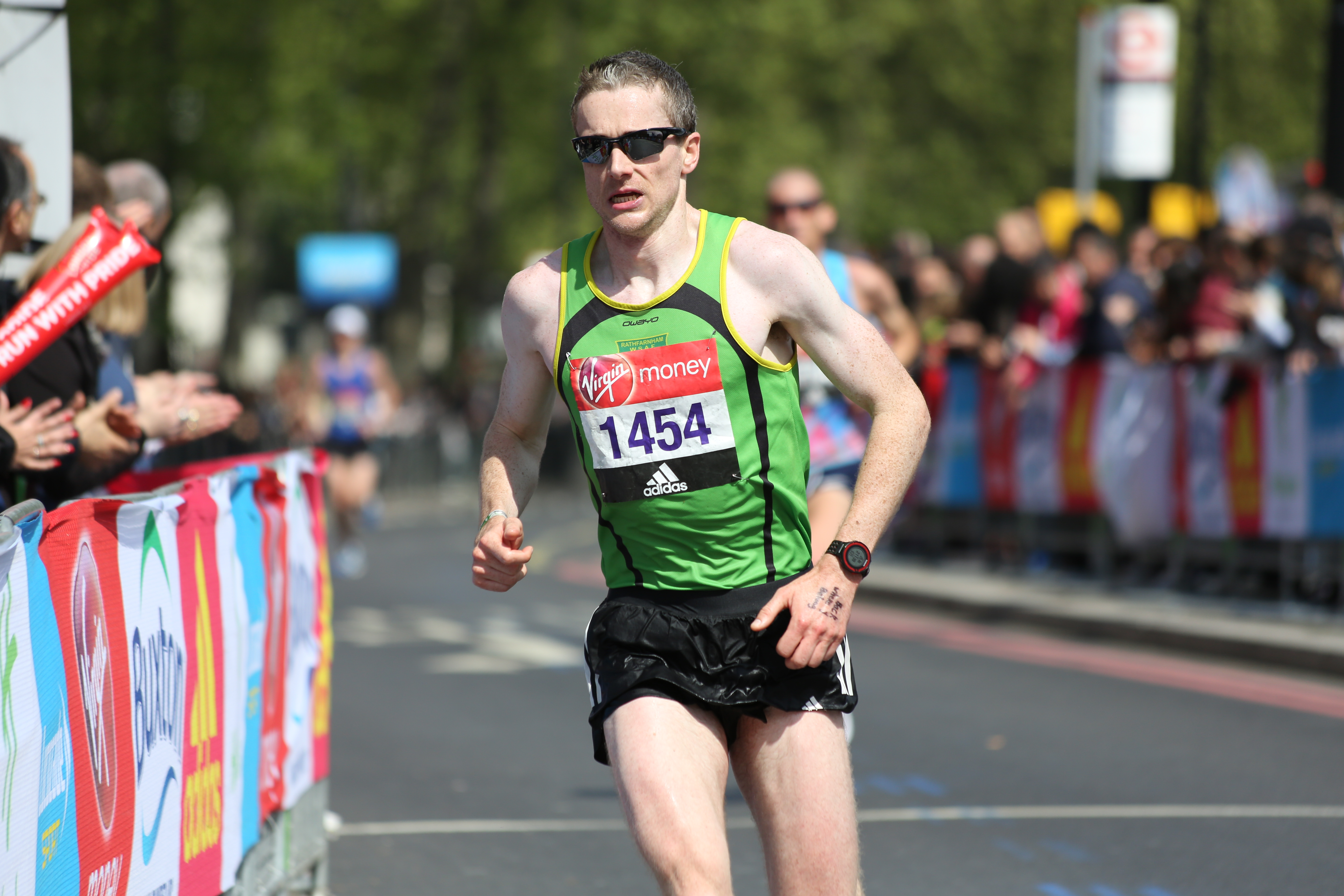
Sean Hehir – Platz zwanzig
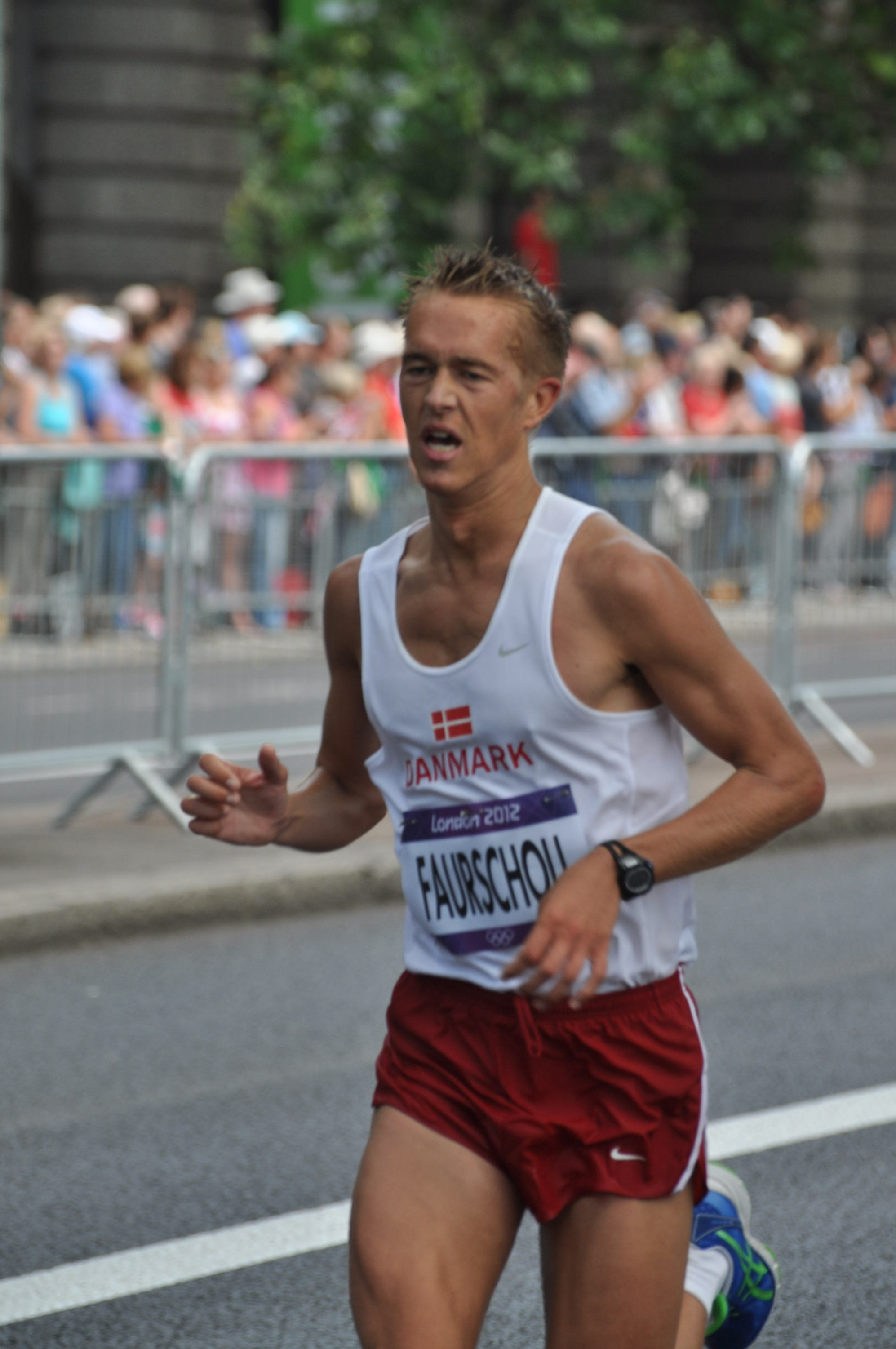
Jesper Faurschou – Platz 22

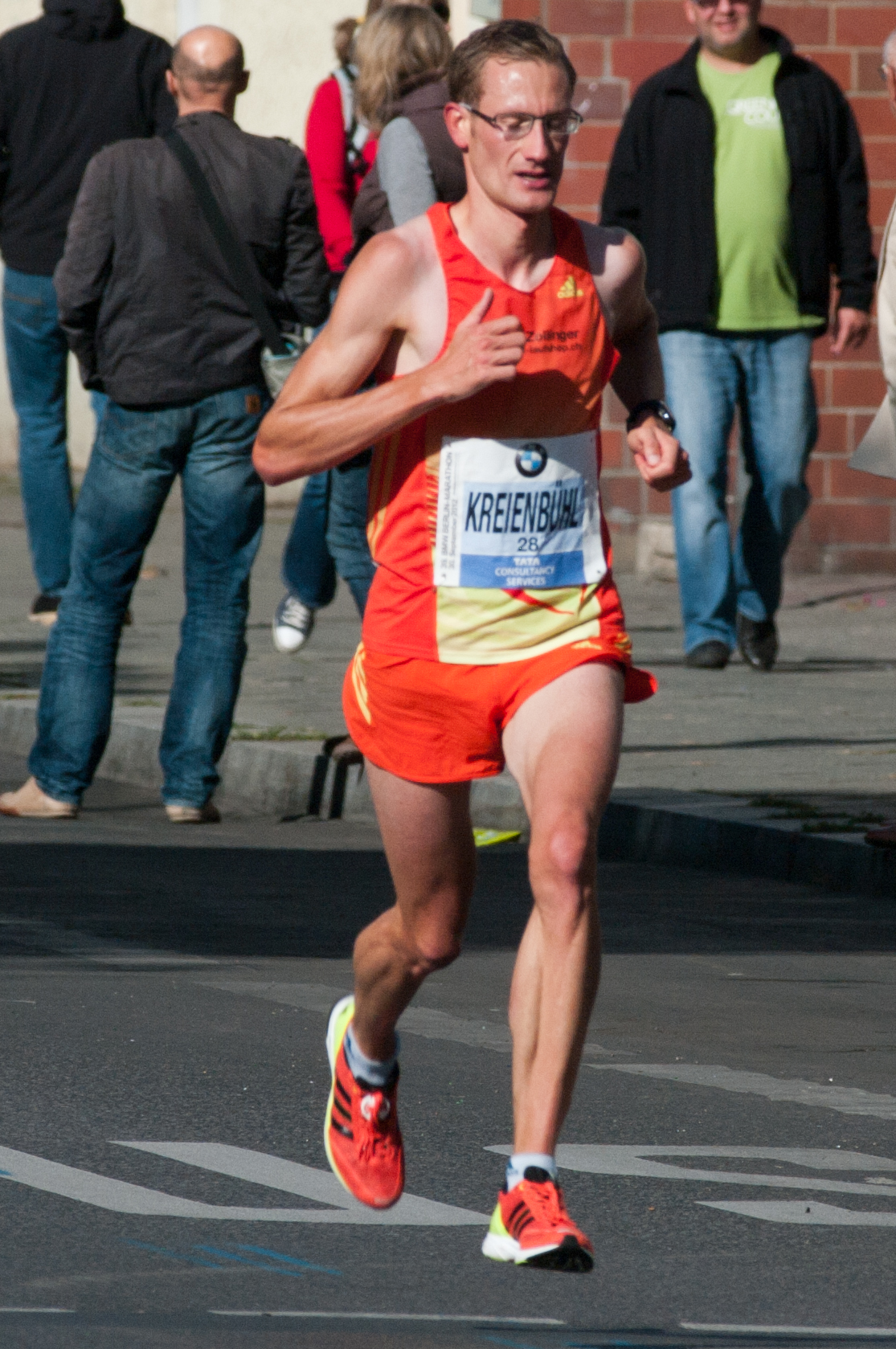
Christian Kreienbühl – Platz 23
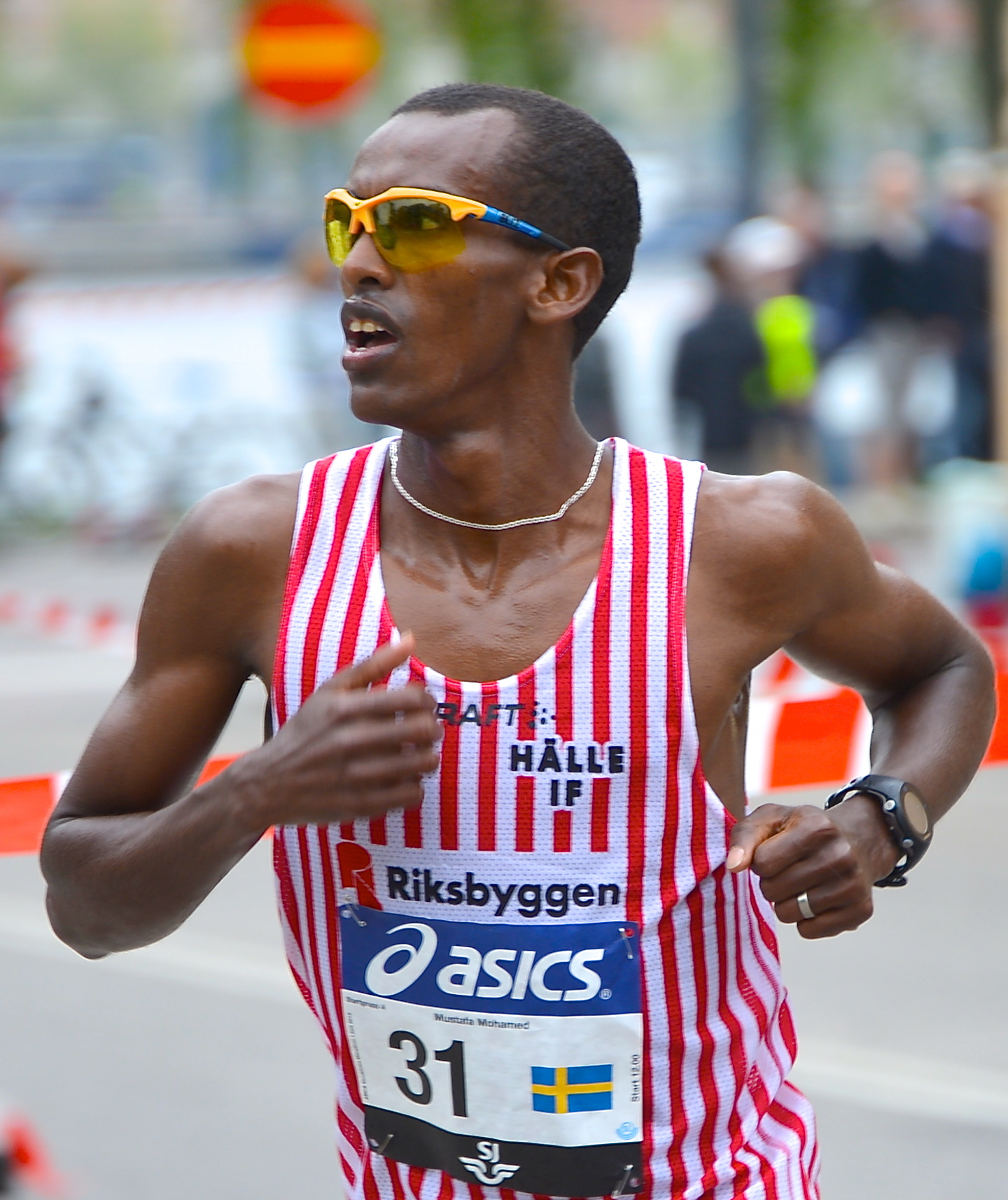
Mustafa Mohamed, – Platz 25
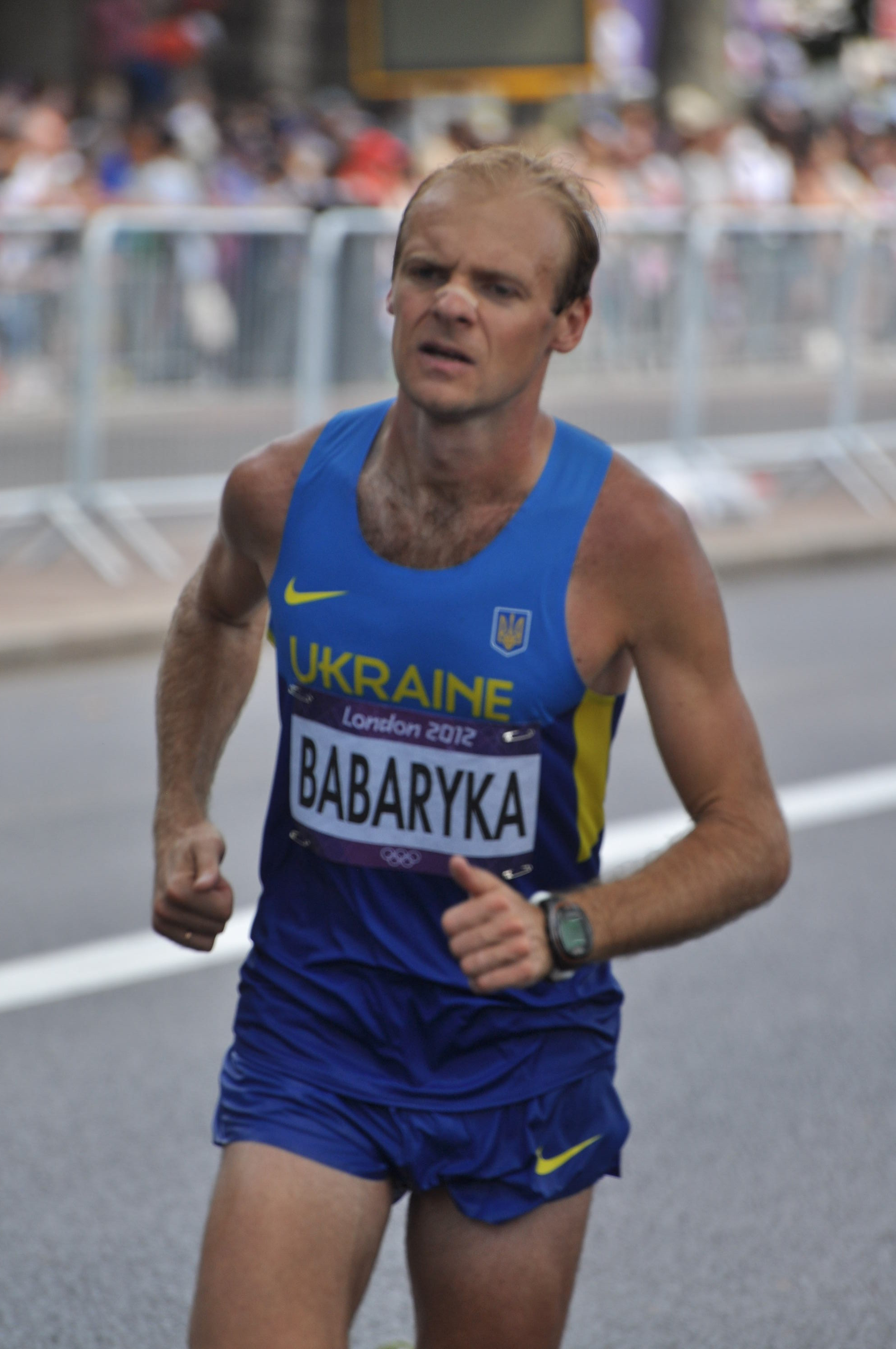
Ivan Babaryka – Platz 27

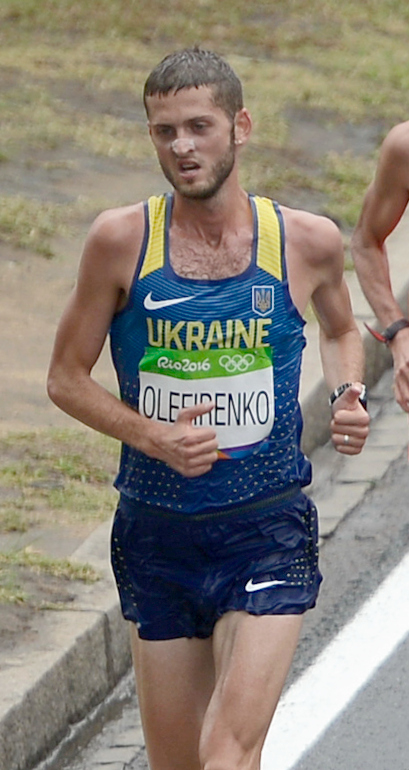
Ihor Olefirenko, Großbritannien – Platz 29
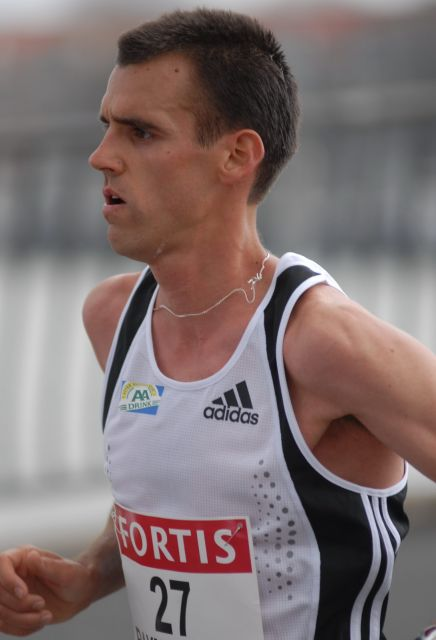
Koen Raymaekers, Niederlande – Platz 31
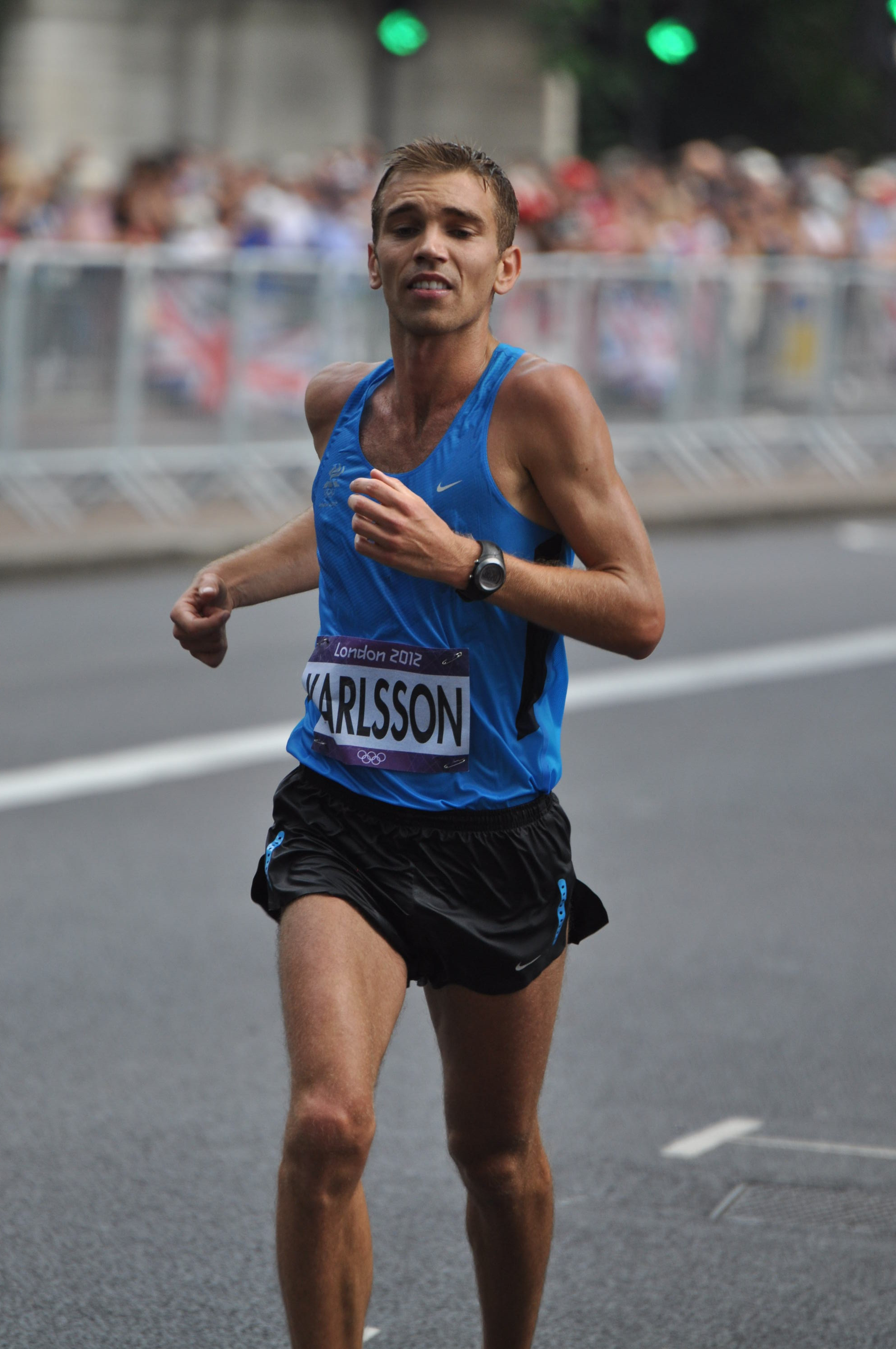
Kári Steinn Karlsson – Platz 34
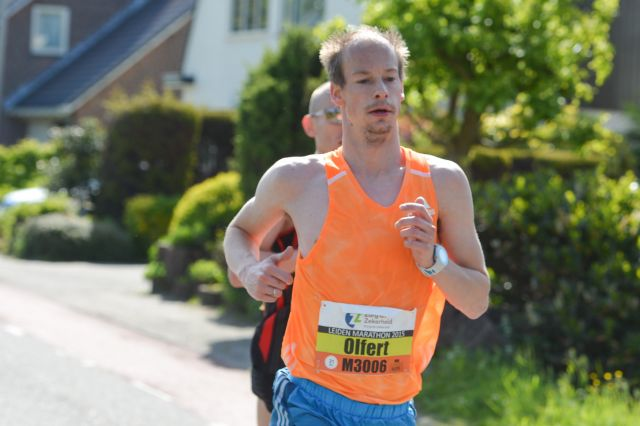
Olfer Molenhuis – Platz 36

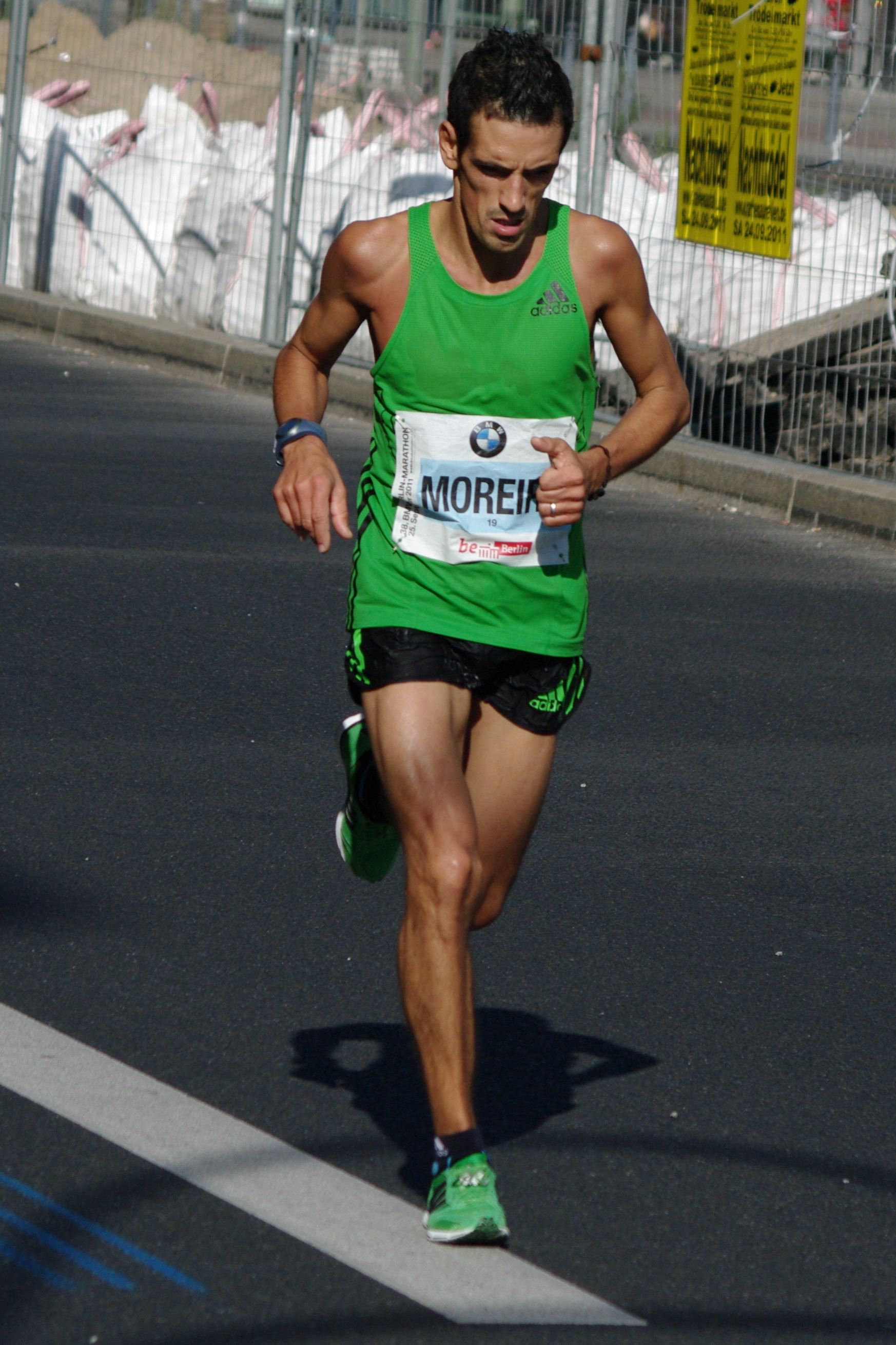
José Moreira – Platz 39
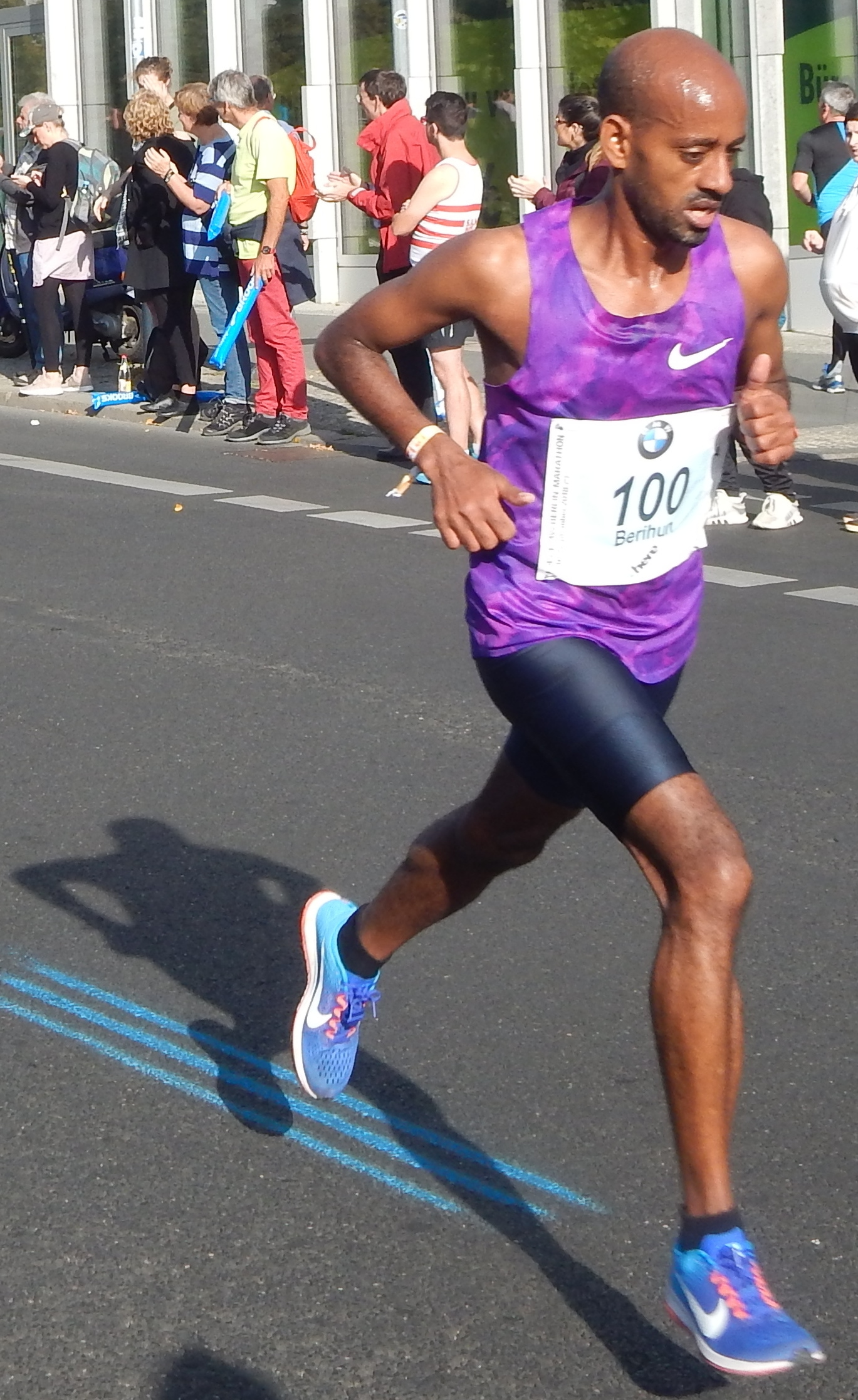
Berihun Wuvel – Platz 41
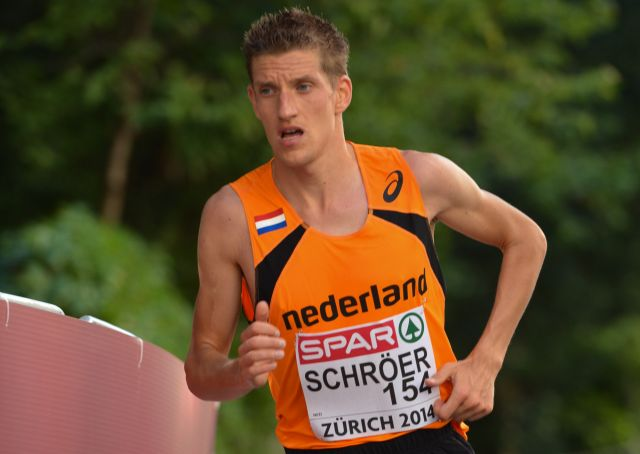
Ronald Schröer – Platz 42
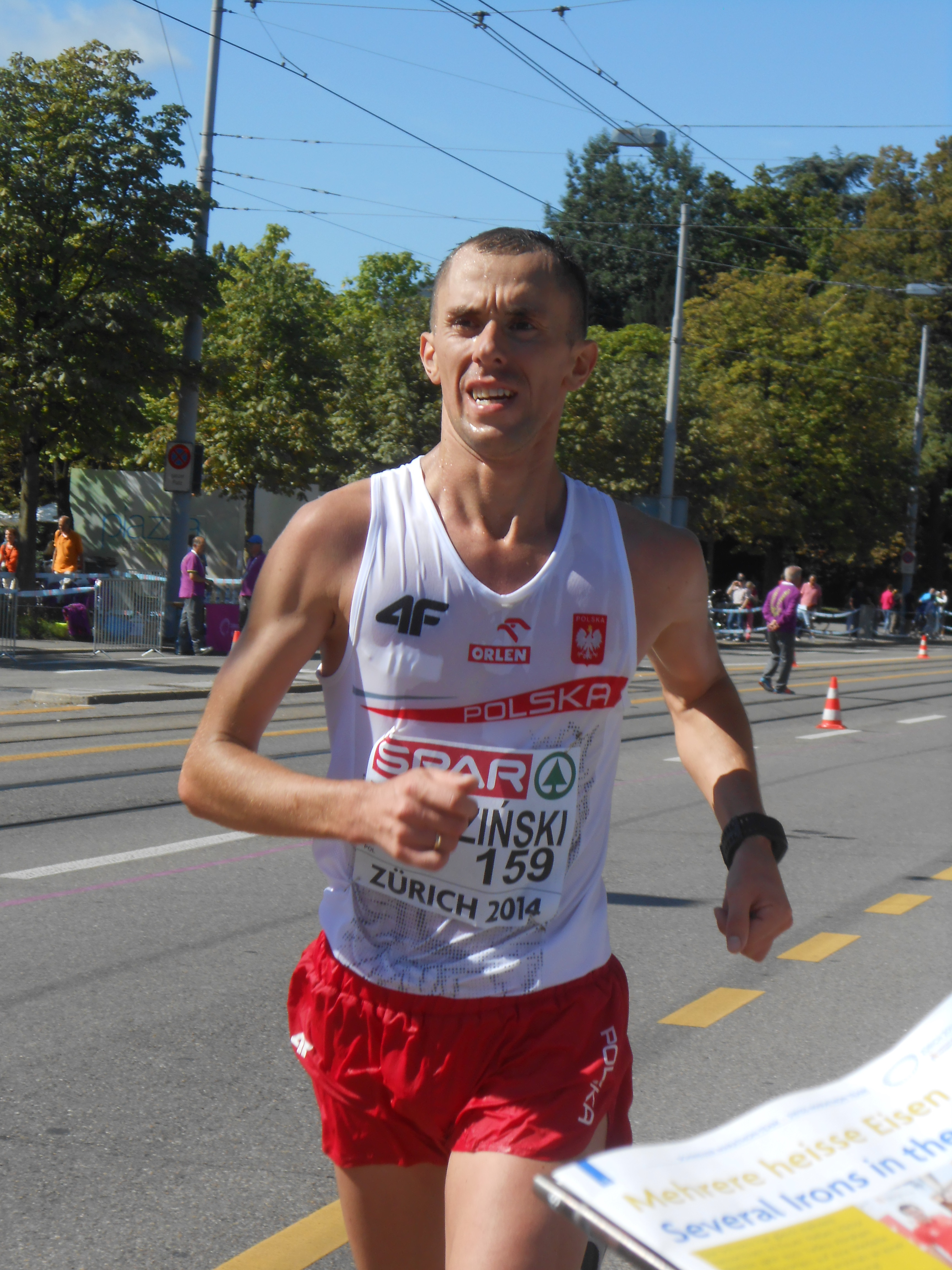
Błażej Brzeziński – Platz 43

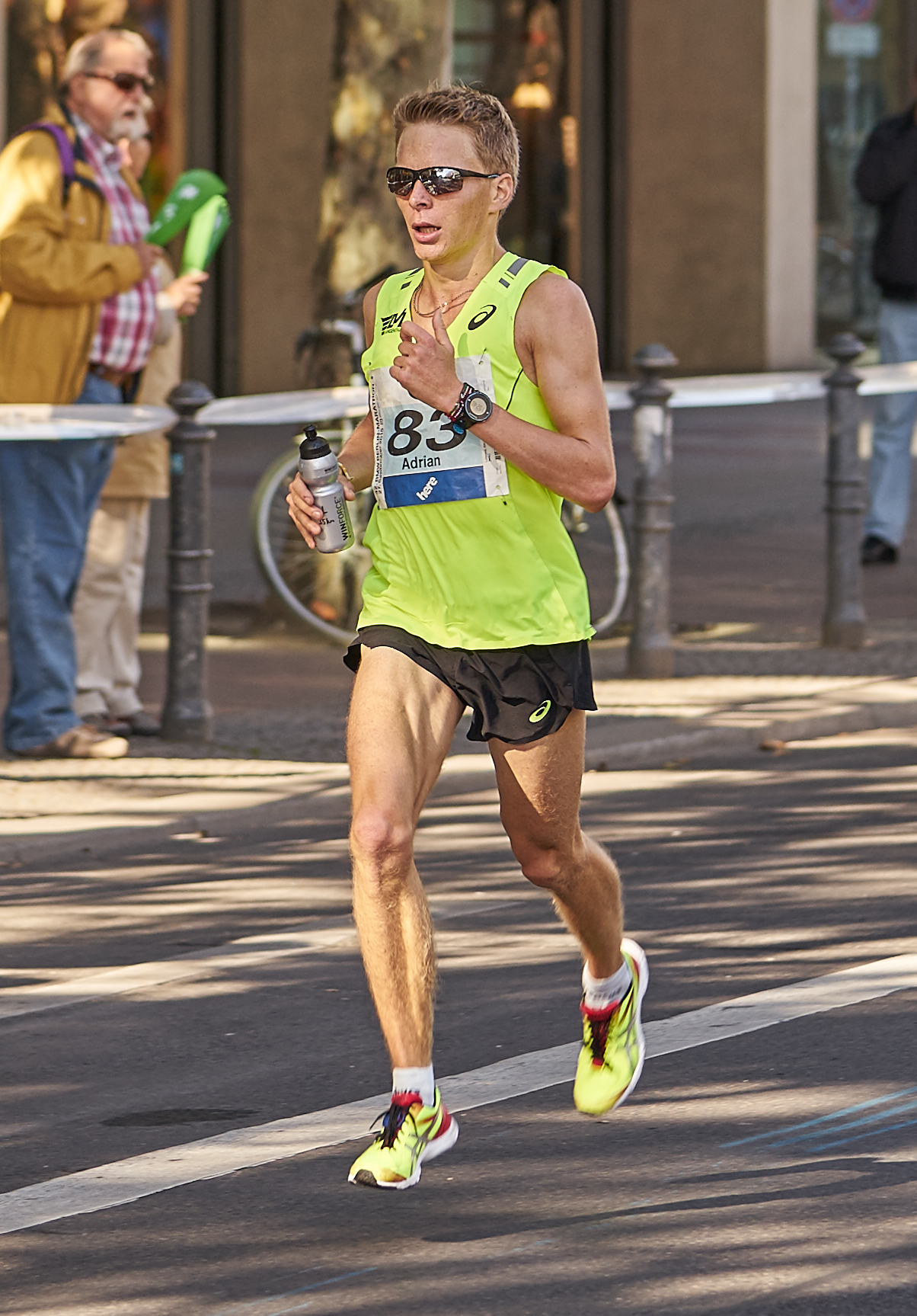
Adrian Lehmann – Platz 46
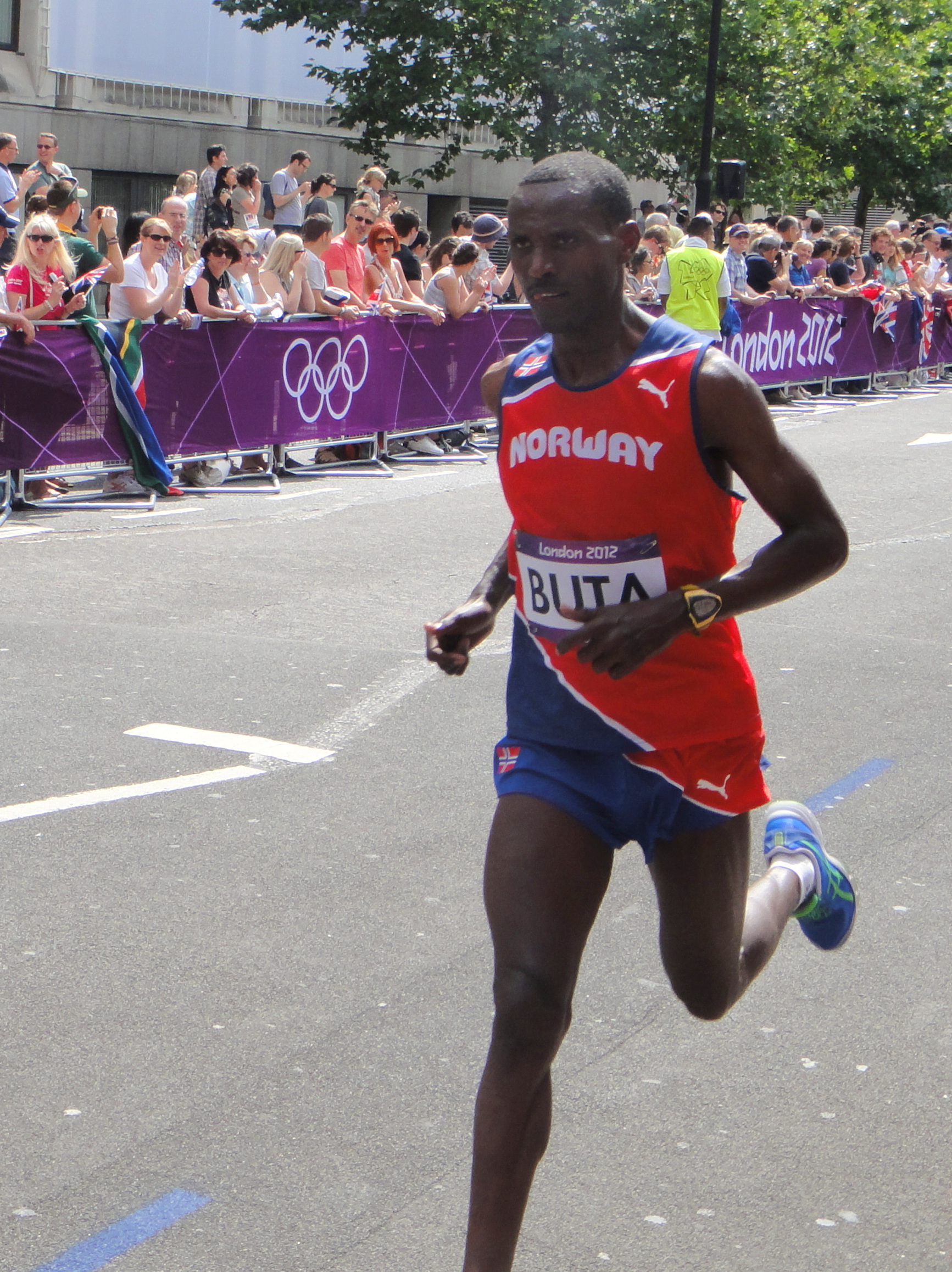
Urige Buta – Rennen nicht beendet
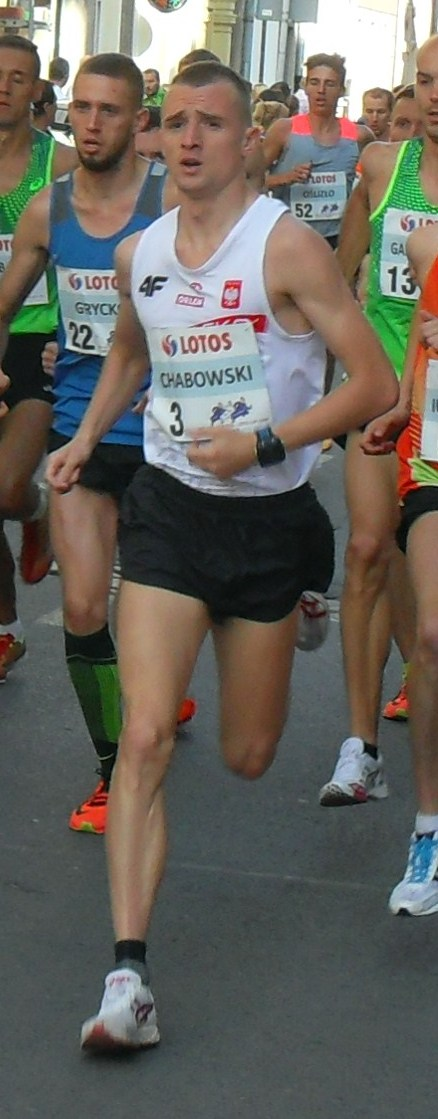
Marcin Chabowski – Rennen nicht beendet

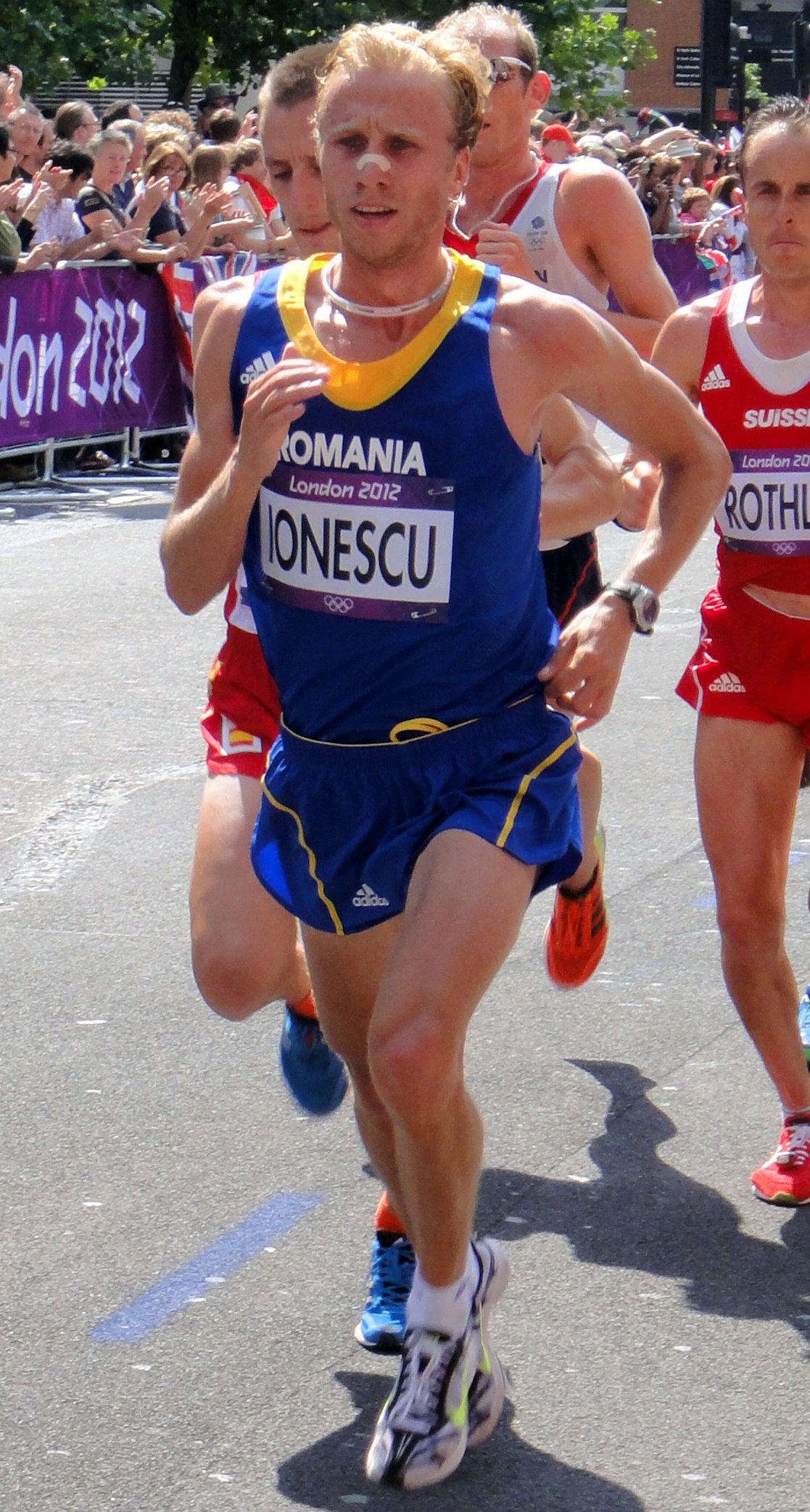
Marius Ionescu – Rennen nicht beendet
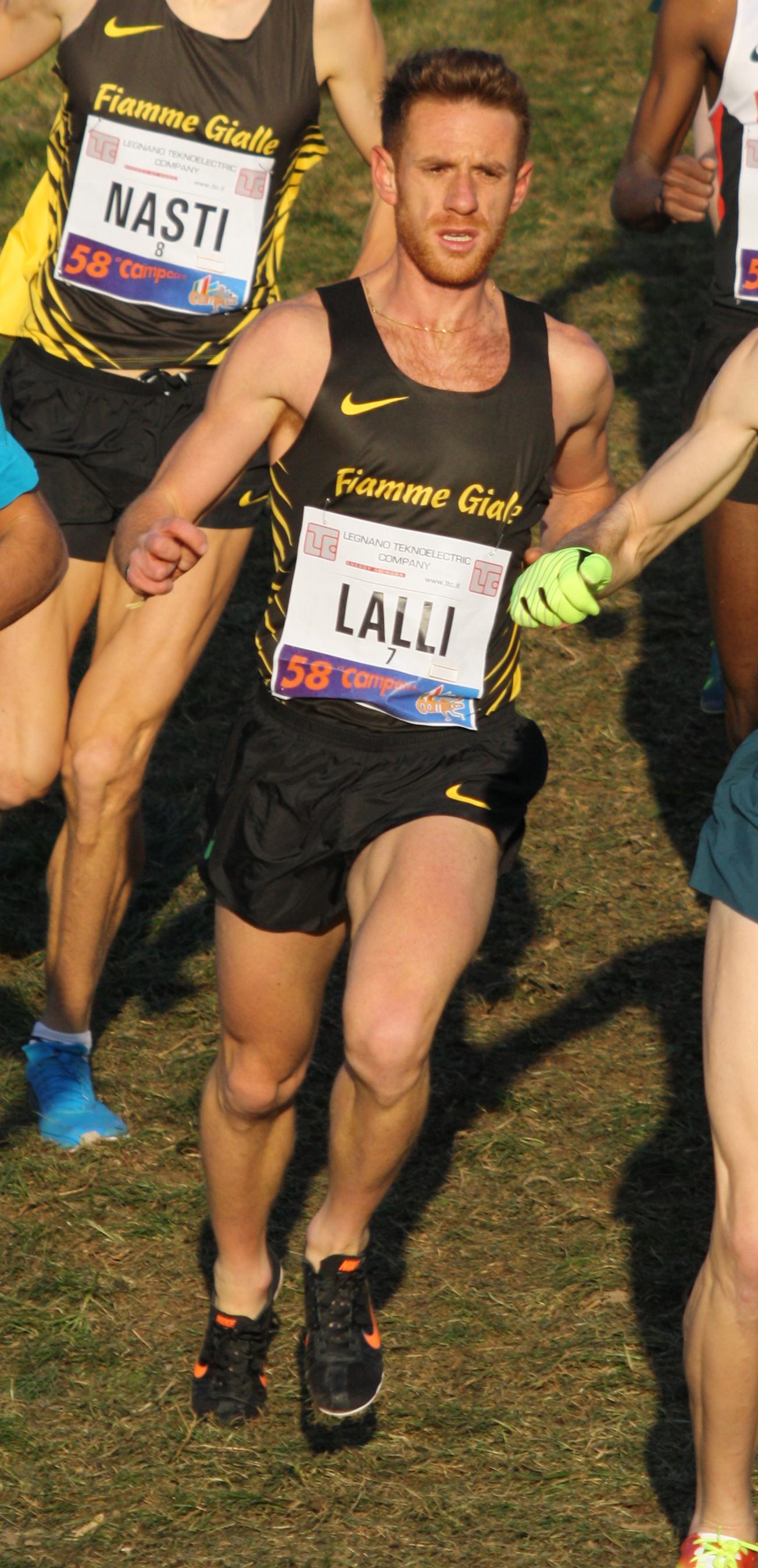
Andrea Lalli – Rennen nicht beendet
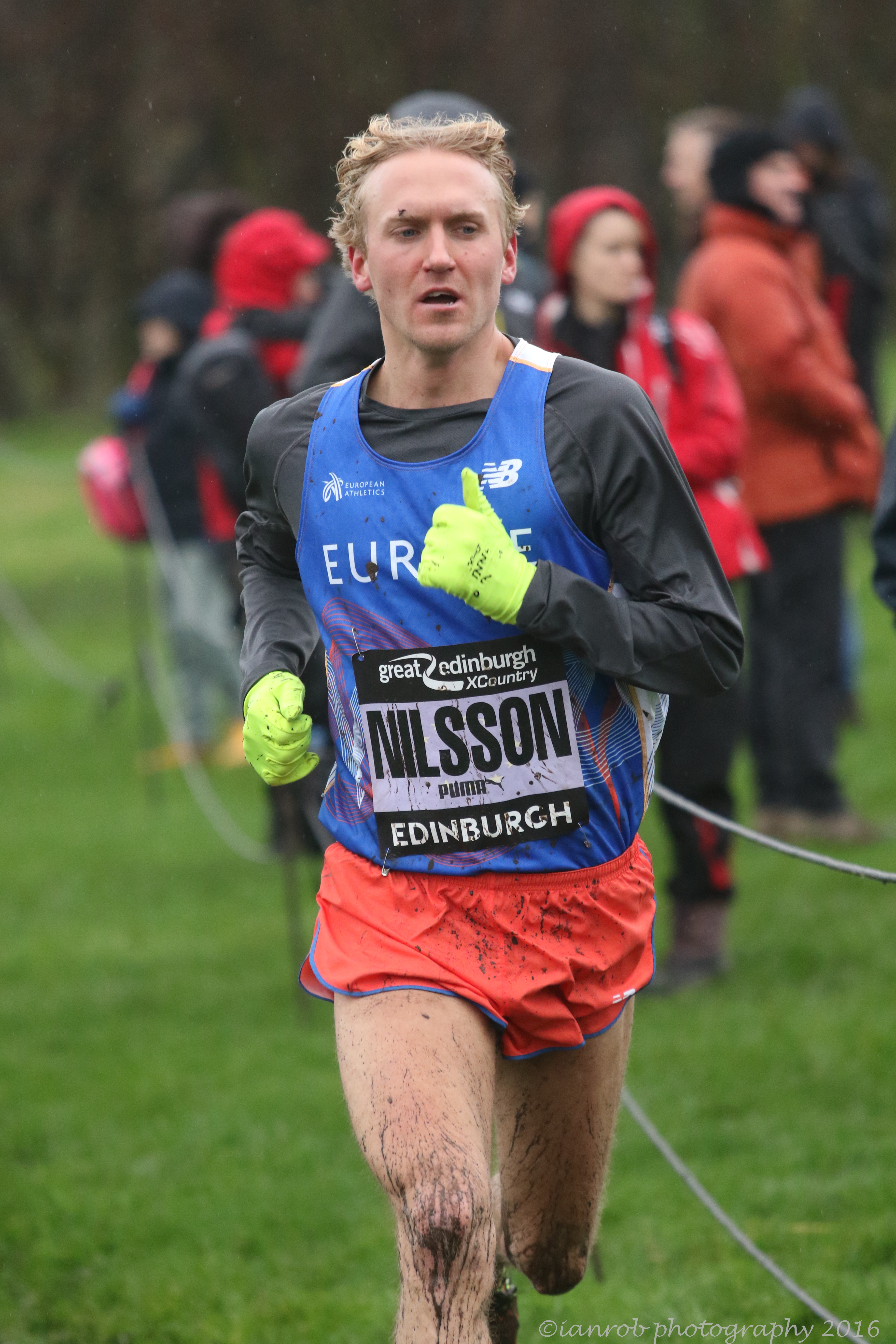
David Nilsson – Rennen nicht beendet
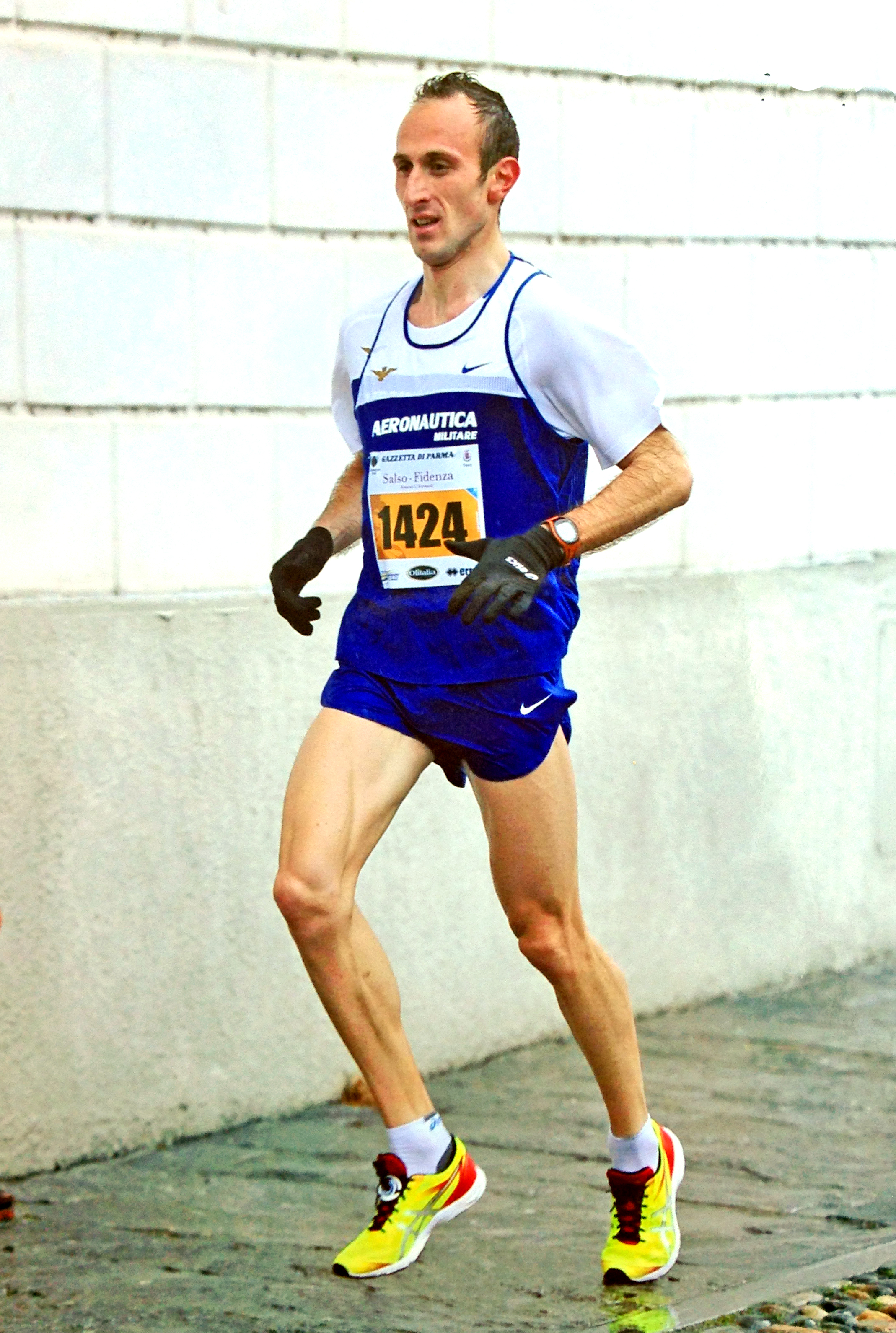
Liberato Pellecchian – Rennen nicht beendet

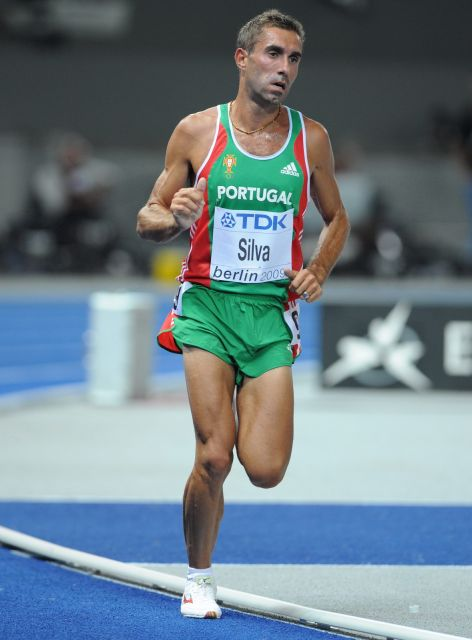
Rui Pedro Silva – Rennen nicht beendet
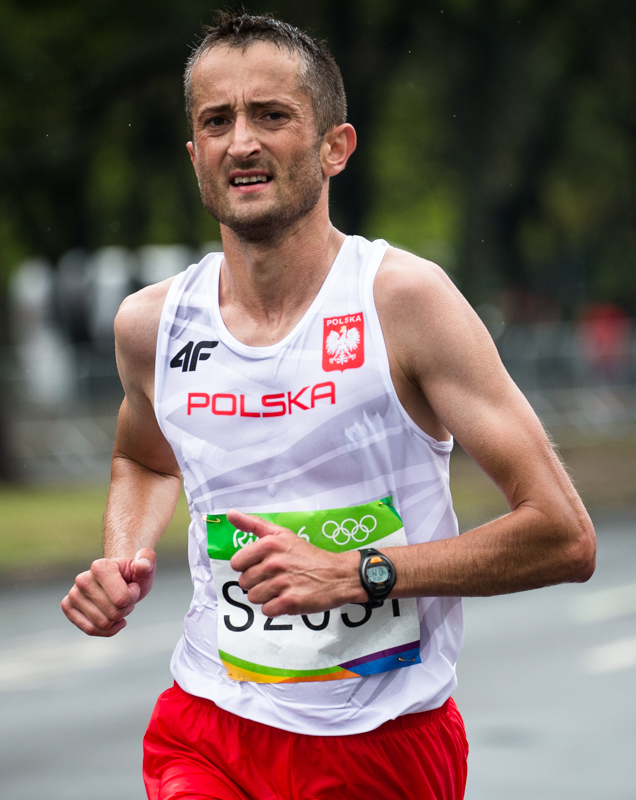
Henryk Szost – Rennen nicht beendet
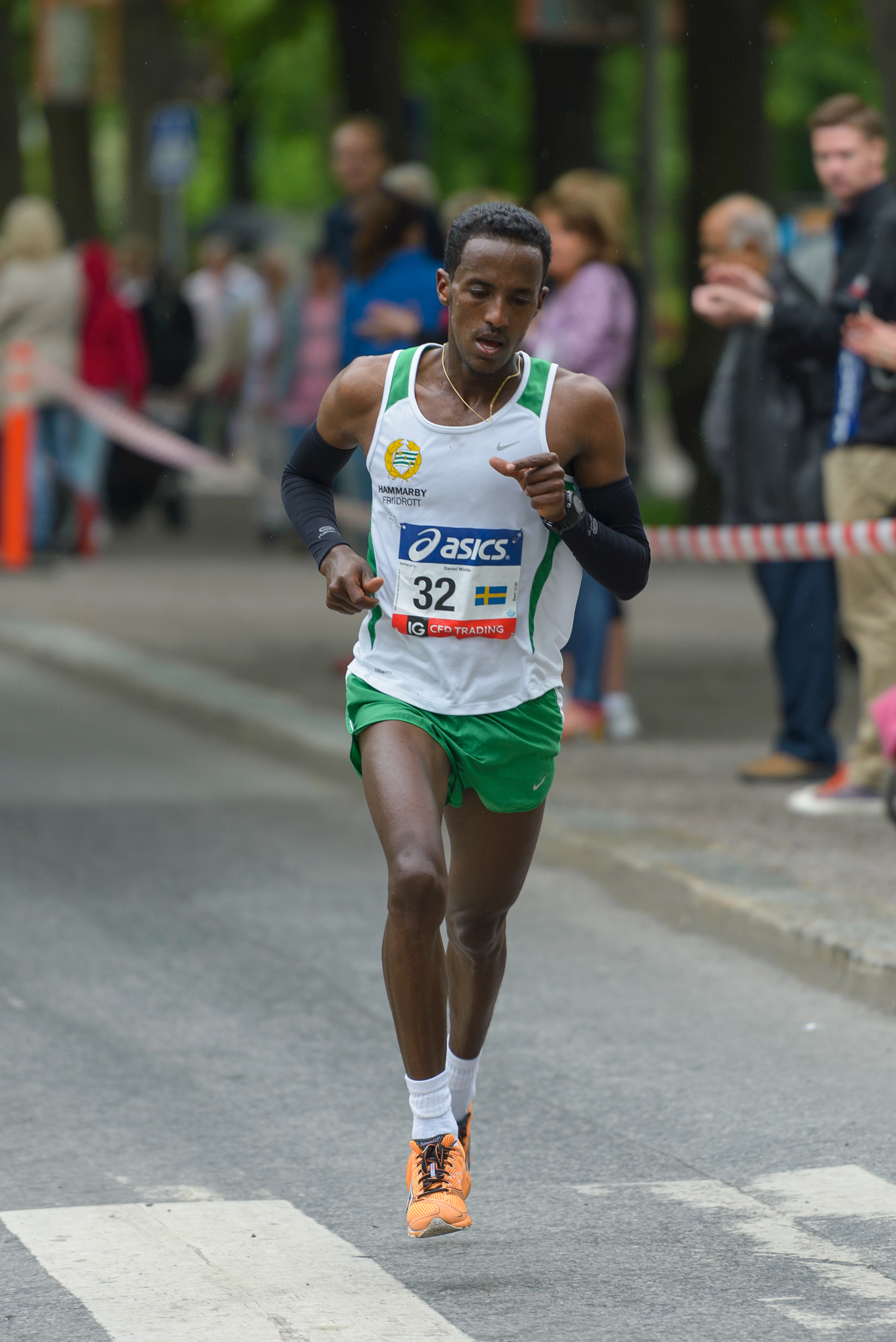
Daniel Woldu – Rennen nicht beendet
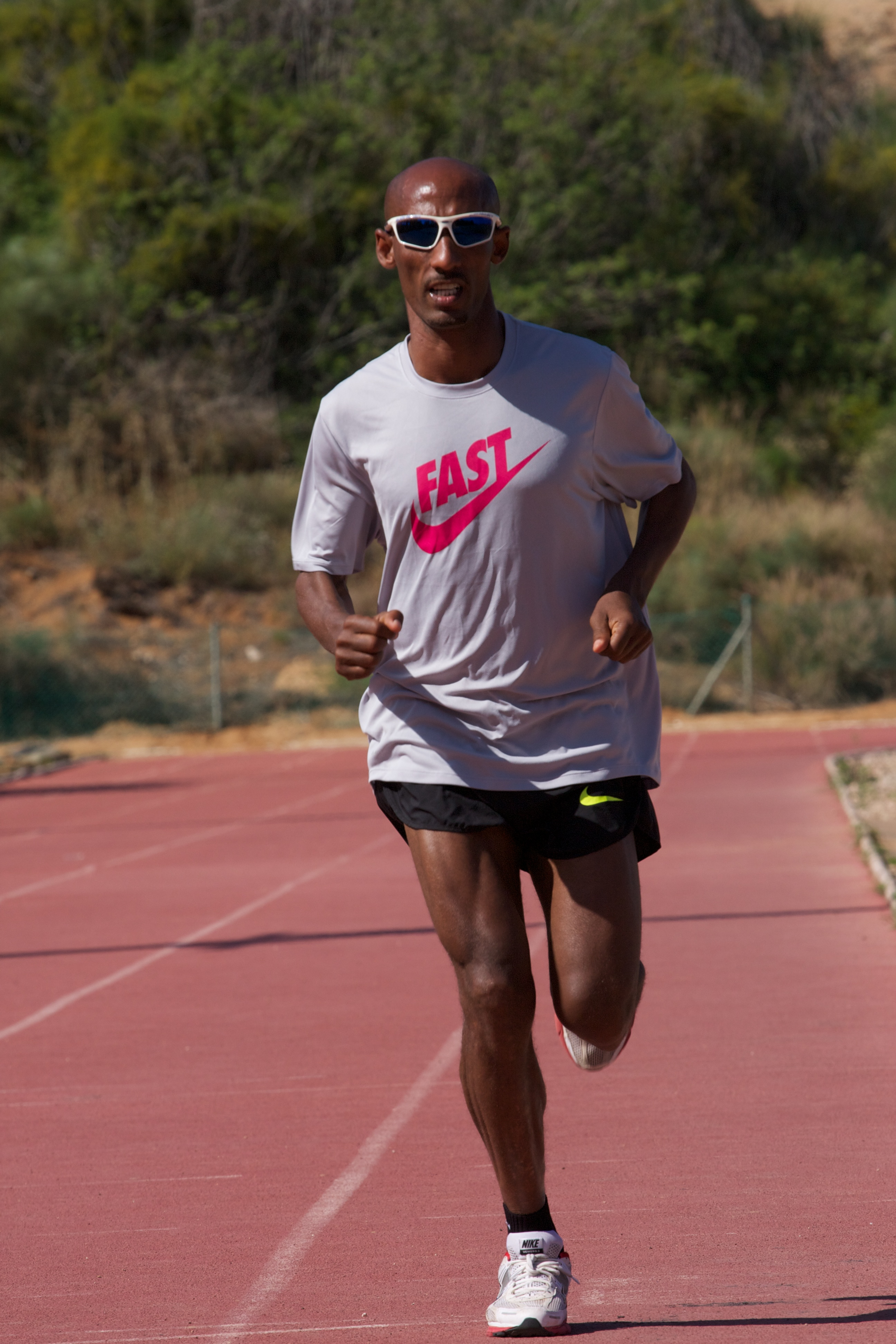
Zohar Zimro – Rennen nicht beendet

## Videolink
- Men's Marathon Daniele Meucci Gold Zurich 2014 Highlights, youtube.com, veröffentlicht am 17. August 2014, abgerufen am 10. März 2023